# Wasserleitungen von Vindonissa

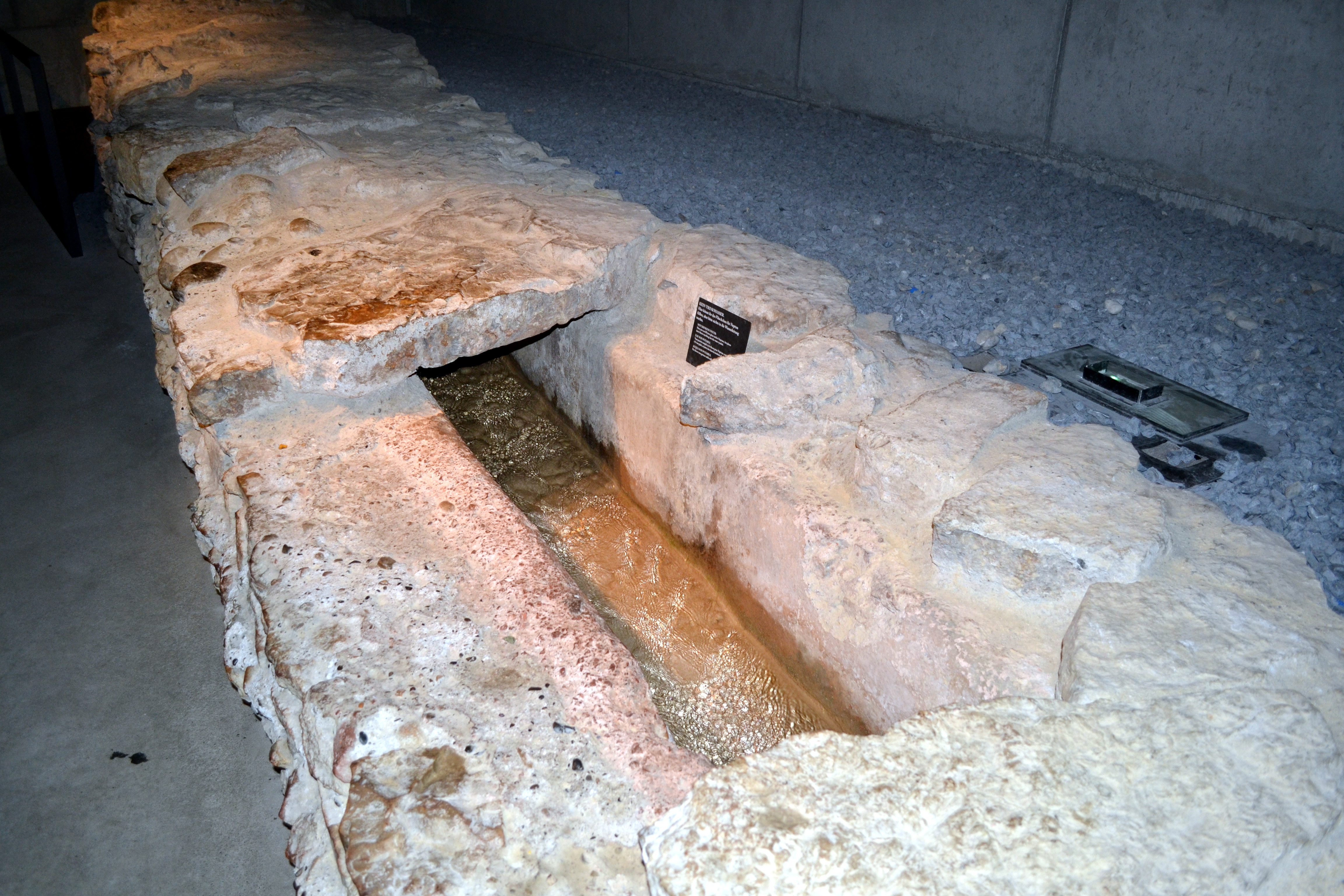
Die wasserführende römische / mittelalterliche Wasserleitung von Vindonissa; öffentlich zugänglicher Bereich im Altersheim Windisch

Bei den beiden Wasserleitungen von Vindonissa handelt es sich um grösstenteils unterirdisch verlaufende Wasserleitungen (lat. aquaeductus oder rivus), die vermutlich im 1. Jahrhundert n. Chr. errichtet wurden. Ursprünglich versorgten sie das römische Legionslager Vindonissa und die umliegenden Zivilsiedlungen mit Brauch- und Trinkwasser. Sie erstrecken sich auf dem Gebiet der heutigen Gemeinden Lupfig, Hausen und Windisch im Schweizer Kanton Aargau.
Bei der wasserführenden römischen / mittelalterlichen Wasserleitung handelt es sich vermutlich um das älteste technische Bauwerk der Schweiz, das immer noch in Betrieb ist (Stand 2019). Es ist überhaupt eine der ganz wenigen römischen Wasserleitungen nördlich der Alpen, die bis heute funktionsfähig ist. Sie wurde beim Bau des Klosters Königsfelden um 1310 wiederentdeckt, ausgebaut und erfuhr seither auch verschiedene Veränderungen. Die etwa 2,4 km lange Freispiegelleitung speist heute (2019) noch einen um 1870 gebauten Springbrunnen vor dem alten Hauptgebäude der Klinik Königsfelden (heute PDAG).

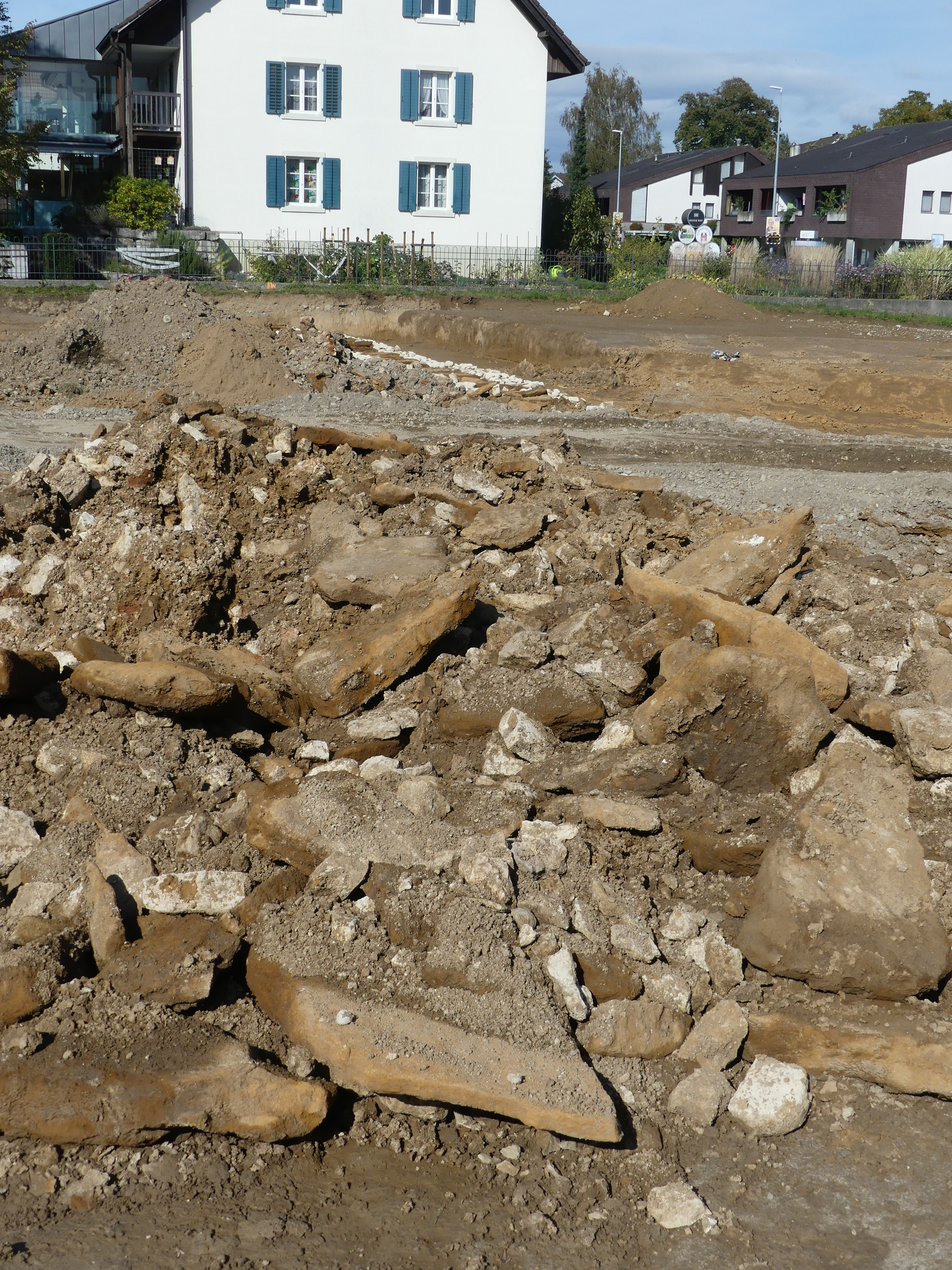
Am 8. Oktober 2020 wurden ca. 45 m dieser sog. älteren römischen Wasserleitung für eine Tiefgarage unwiderruflich zerstört (Sie steht nicht unter Schutz).

Die zweite, tote (nicht mehr intakte) römische Wasserleitung wurde bei archäologischen Untersuchungen in den Jahren 1928 bis 1931 als eigenständige Leitung identifiziert. Sie stellte mit mindestens 3,3 km Länge ursprünglich das grössere Bauwerk dar. Auf dem letzten Abschnitt im Bereich des heutigen Dorfzentrums von Windisch wurde diese Leitung oberirdisch als Aquaeduktbrücke weitergeführt, wovon etwa 30 Pfeilerfundamente archäologisch nachgewiesen werden konnten. Diese Aquaeduktbrücke datiert in die Zeit kurz vor der Mitte des 1. Jh. n. Chr. und wurde vermutlich bereits ab dem frühen 2. Jh. aufgegeben und abgebrochen.
Kontrovers diskutiert wird in der Öffentlichkeit die unwiderrufliche Zerstörung einiger Abschnitte der toten römischen Wasserleitung aufgrund neuer Bauvorhaben.

## Geschichte und Erforschung

### Das Legionslager Vindonissa

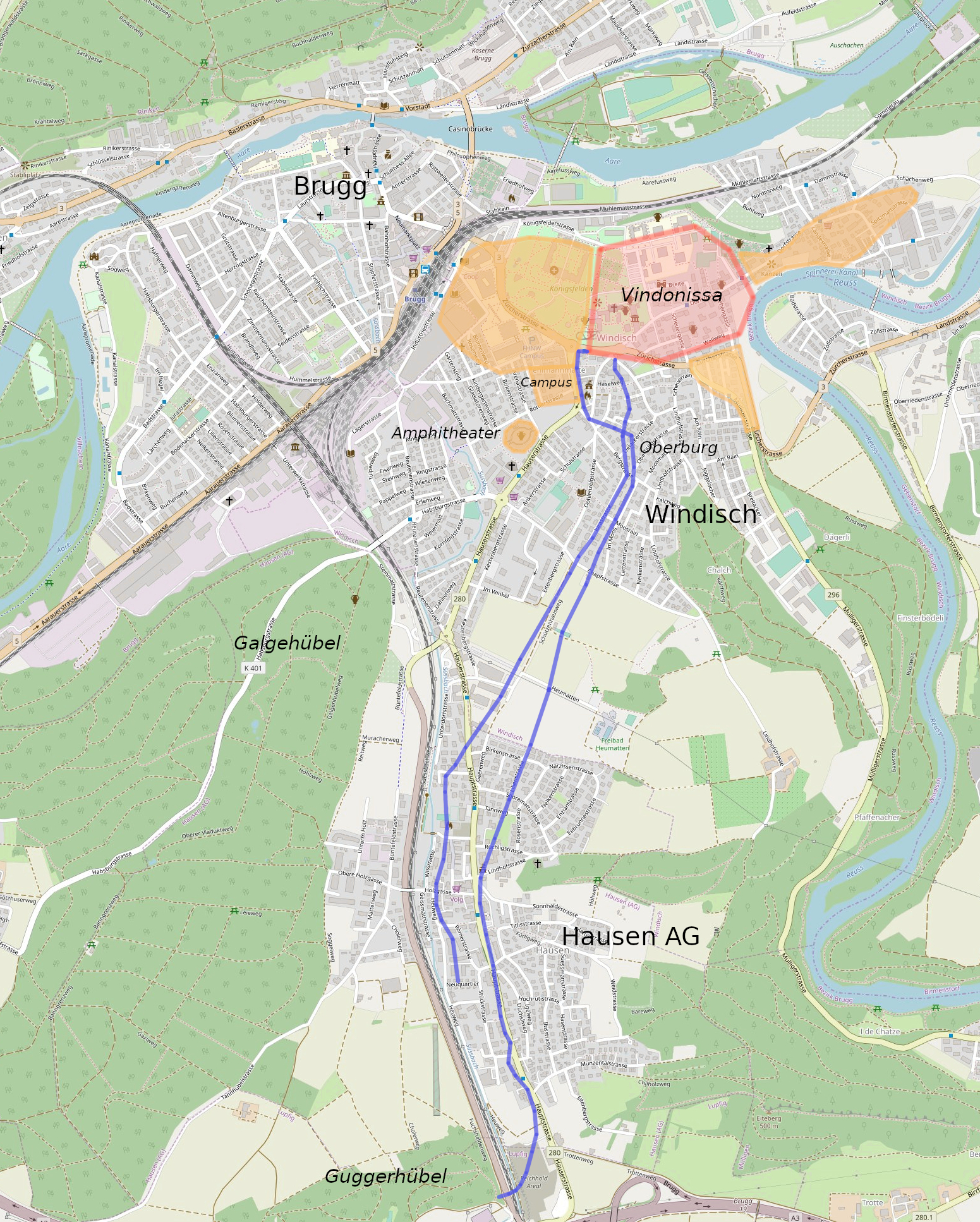
Karte von Hausen und Windisch mit der Lage des ehem. Legionslagers Vindonissa (rot) und den dazugehörigen Zivilsiedlungen und Grossbauten (orange) sowie den beiden Wasserleitungen (blau).

Das römische Legionslager (lat. castra legionis) Vindonissa liegt auf dem Gebiet der heutigen Gemeinde Windisch, auf dem von den Flüssen Aare und Reuss gebildeten Sporn des Windischer Plateaus. Vermutlich entstand hier nach der Kapitulation der Helvetier nach der Schlacht bei Bibracte (58 v. Chr.) ein helvetisches Oppidum, wovon u. a. ein rund 400 m langer, 20 m breiter und bis zu 7 m tiefer Spitzgraben (sog. «Keltengraben») zeugt.
Mit dem Beginn des ersten grossen römischen Lagers ist ab der Regierungszeit des Kaisers Tiberius (ab 14 n. Chr.) zu rechnen, der die Nordgrenze des Römischen Reiches zu konsolidieren begann. In diesem Zusammenhang baute die 13. Legion (Legio XIII Gemina) den Stützpunkt Vindonissa bis um 40 n. Chr. zur endgültigen Grösse des Legionslagers aus.
Die 21. Legion (Legio XXI Rapax), welche 45/46 die 13. Legion ablöste, strukturierte das Legionslager um, und die 11. Legion (Legio XI Claudia) führte 70 bis 101 n. Chr. weitere Umbauten und Reparaturen durch: Die Holz- und Fachwerkbauten der 13. Legion wurden schrittweise in Stein um- und ausgebaut. Im Zuge der Verschiebung der Reichsverteidigung unter der Regierung des Kaisers Trajan im Jahre 101 n. Chr. wurde das Lager aufgehoben und die 11. Legion in den unteren Donauraum verlegt.
Nach Jürgen Trumm war das Legionslager Vindonissa «in der Nordwestschweiz während knapp 100 Jahren so etwas wie der ‹Motor› der Romanisierung, also der friedlichen Durchdringung der einheimischen, keltisch geprägten Kultur mit den Errungenschaften der römischen Zivilisation.» Dieser Prozess fand nach dem Abzug der 11. Legion ein Ende. Zwar blieb das aufgelassene Lagerareal möglicherweise zeitweilig unter der Kontrolle der römischen Militärverwaltung, ab dem 2. Jh. wurde die ehemalige Lagerstadt (lat. canabae legionis) jedoch in den Stand eines einfachen Strassendorfes (lat. vicus) zurückversetzt. Das Areal wurde zögerlich besiedelt und blieb im 2. und 3. Jh. ein Strassendorf an der wichtigen römischen Fernstrasse zwischen dem Hochrhein und den Alpenpässen.
Während des 6. Jahrhunderts ist Vindonissa als Sitz eines Bischofs belegt.

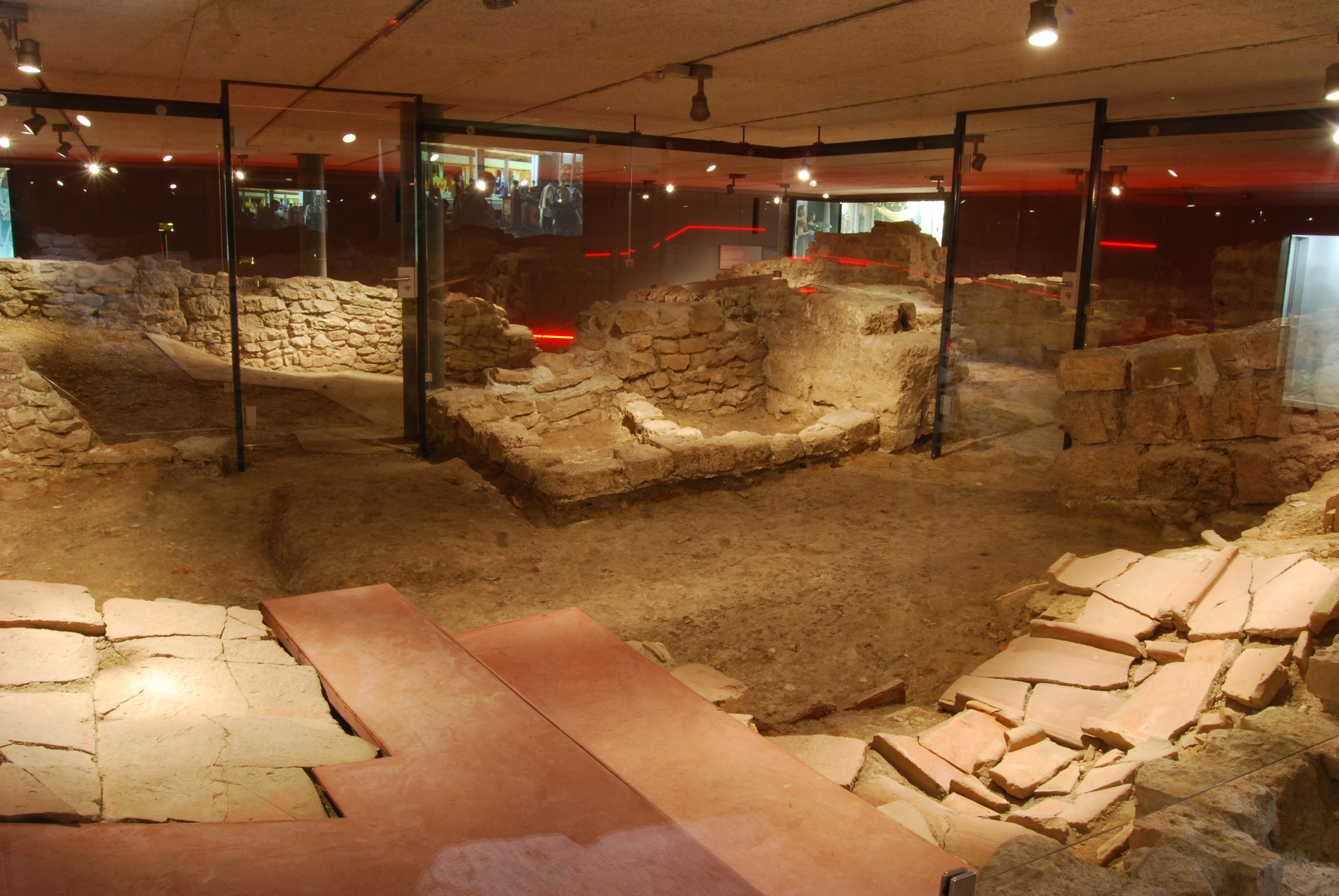
Offiziersküche; Legionärspfad Vindonissa Station VI: Culina Centurionis
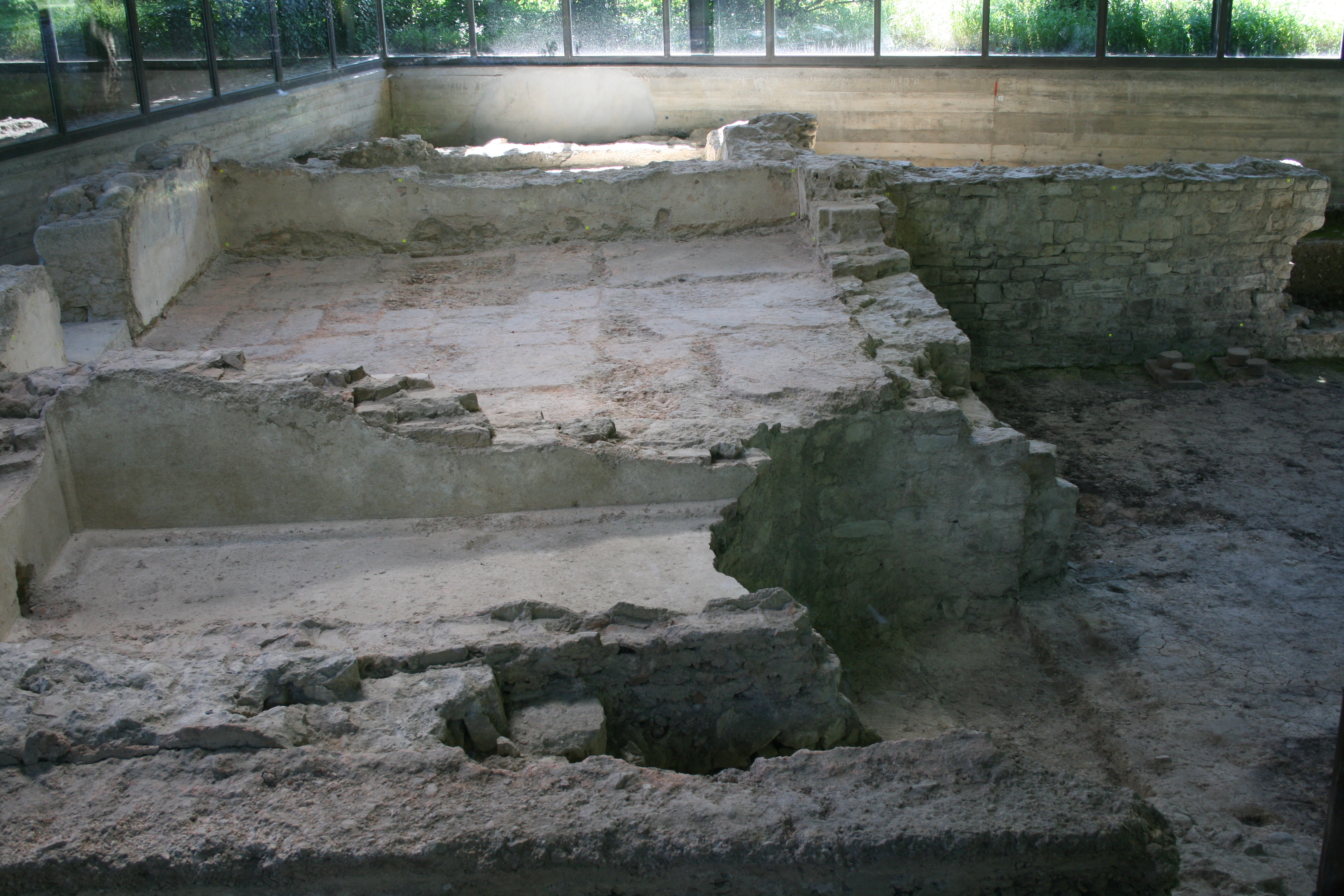
Badeanlage; Legionärspfad Vindonissa Station V: Balneum
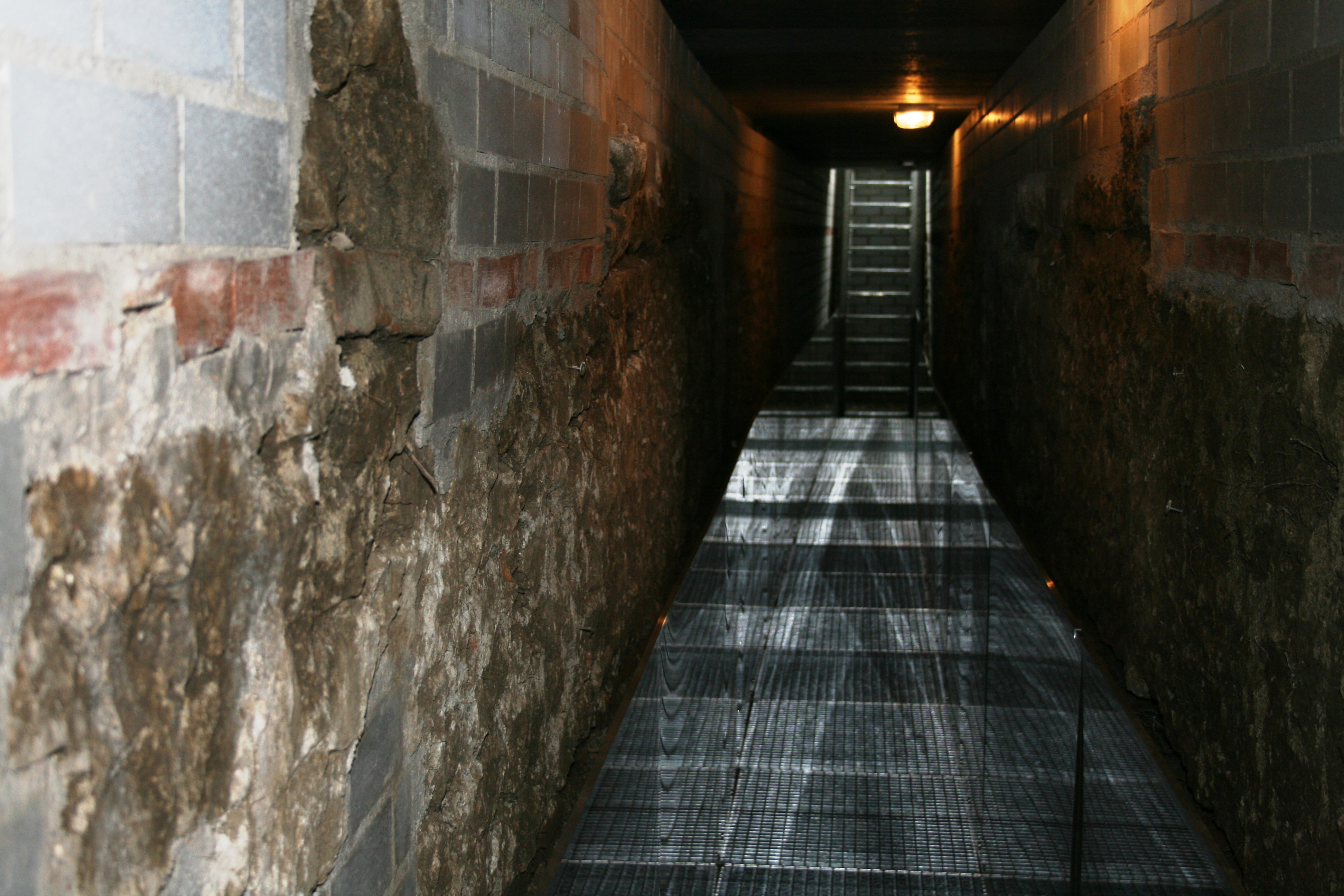
Abwasserleitungen; Legionärspfad Vindonissa Station II: Cloaca Maxima
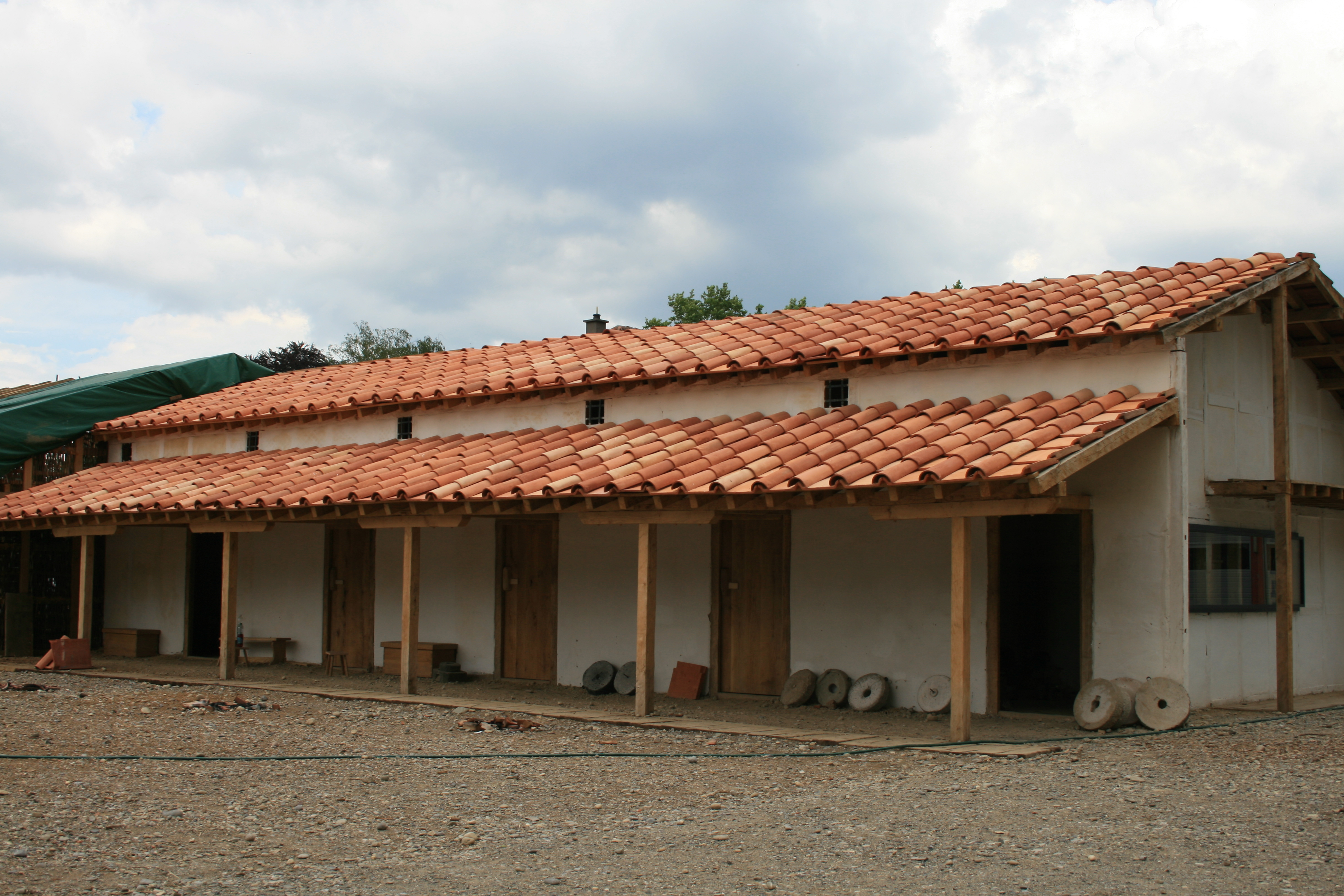
Nachgebaute Mannschaftsunterkünfte; Legionärspfad Vindonissa Station I: Contubernia

### Die Wasserversorgung des Legionslagers
Die beiden römischen Wasserleitungen sind vermutlich im 1. Jh. n. Chr. im Zusammenhang mit dem Legionslager Vindonissa erbaut worden, wobei deren genaue zeitliche Einordnung noch unklar ist. Conrad Fels ging davon aus, dass es sich bei der heute toten Wasserleitung um die ältere handelt. Deshalb wird in der älteren Literatur auch von der «älteren» und der «jüngeren» römischen Wasserleitung gesprochen. Allerdings bemerkte bereits Rudolf Laur-Belart, dass es durchaus möglich ist, dass beide Wasserleitungen gleichzeitig in Betrieb waren, da auch die Zivilbevölkerung mit Brauch- und Trinkwasser versorgt werden musste.
Die Wasserversorgung eines Legionslagers mit 5000 bis 6000 Mann, mindestens 120 Reit- und Zugtieren, weiteren Hilfstruppen und den Einwohnern der umliegenden Zivilsiedlungen war von existentieller Bedeutung. Harald von Petrikovits schätzt den täglichen Wasserbedarf grob auf rund 150 bis 200 Kubikmeter, was einem Wasserzufluss von etwa acht Kubikmeter bzw. 8000 Liter pro Stunde entspricht. Da jedoch zu Stosszeiten ein höherer Andrang herrschte, dürfte sich der geschätzte Wasserzufluss nach Franz Maier-Osterwalder auf das Doppelte belaufen, d. h. rund 16'000 l pro Stunde.
Das professionell angelegte Wasserversorgungssystem gilt als eine wesentliche Errungenschaft der römischen Zivilisation in der Schweiz, wobei hauptsächlich die Bewohner der grossen Städte davon profitierten. Verschiedene antike Autoren bezeugen den Stellenwert der Wasserversorgung im Römischen Reich im Allgemeinen. Vitruv, der im 1. Jahrhundert v. Chr. «Zehn Bücher über Architektur» verfasste, widmete insbesondere das gesamte achte Buch dem Thema Wasser, mit Kapitel über Auffindung, Nivellierung, Leitungsbau und unterschiedliche Wasserqualitäten. Sextus Iulius Frontinus (ca. 35–103 n. Chr.), der für Bau und Unterhalt der Wasserleitungen Roms zuständig war, verfasste De aquaeductu urbis Romae in zwei Büchern, das eine Geschichte und Beschreibung der römischen Wasserver- und Entsorgung enthält, die er als eine zivilisatorische Leistung der Römer ansieht:

«Mit einer solchen Vielzahl unverzichtbarer Konstruktionen zur Beförderung derartiger Wassermengen vergleiche, wer will, die nutzlosen Pyramiden oder die berühmten, aber unbrauchbaren Bauwerke der Griechen.»

Der Qualitätsanspruch der Römer an gutes Trinkwasser erforderte aufwendige und kostspielige Fernwasserleitungen: «Das Wasser desjenigen Flusses, an dessen Ufer man ein Lager oder eine Stadt aus verkehrstechnischen oder fortifikatorischen Gründen angelegt hatte, war in den meisten Fällen für eine Trinkwasserversorgung nicht gut genug.» Nördlich der Alpen war die Frostsicherung gemäss Grewe ein besonderes Problem, das eine Verlegung der Leitungen in das Erdreich verlangte. Darüber hinaus könnte diese Massnahme auch militärische Ursachen gehabt haben, da dadurch die Zerstörung bei feindlichen Einfällen erschwert wurde. Nach Grewe zeigen die römischen Wasserleitungen eine typische Form von römischem Pragmatismus in den Ingenieursbauten: «Die Anlagen sind von bestechender Einfachheit, wo die Voraussetzungen es zuliessen; sie sind aber von beeindruckender Genialität dort, wo die Gegebenheiten es erforderten.»

### Nutzung der wasserführenden Leitung im Mittelalter

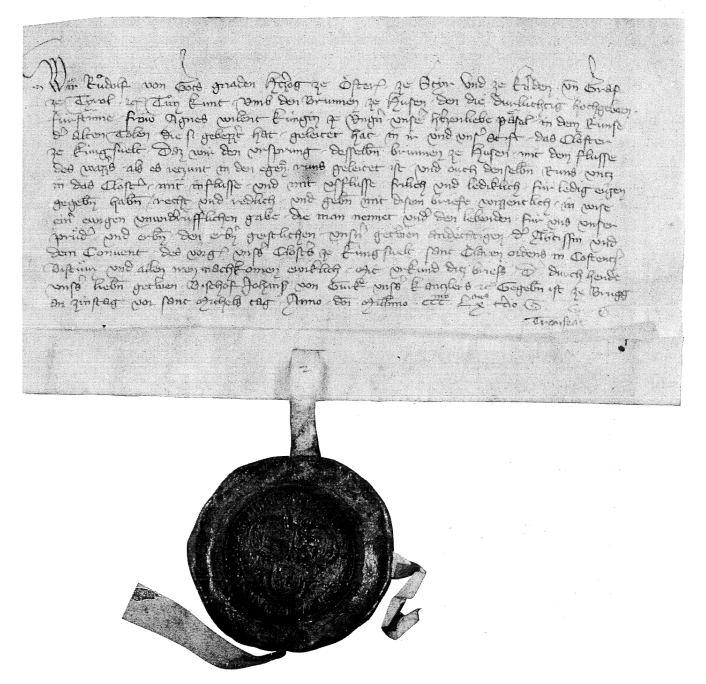
Urkunde des Herzogs Rudolf IV. von Österreich, durch die er die wasserführende Leitung dem Kloster Königsfelden schenkte

Nach der Ermordung des römisch-deutschen Königs Albrecht von Habsburg im Jahr 1308 stiftete dessen Witwe, Elisabeth von Görz und Tirol, am Tatort das Kloster Königsfelden. Funde beim Bau des Klosters, der um 1310 begann, lüfteten vermutlich zum ersten Mal den «Schleier», «der bis dahin das in Trümmer gesunkene Vindonissa verhüllt hatte.» Die um 1442 entstandene Königsfelder Chronik erwähnt, dass der Klosterbau zunächst dadurch erschwert wurde, dass das Wasser von der (mindestens 500 m entfernten) Reuss herbeigeschafft werden musste. Laut dieser Quelle offenbarte Gott dem Bruder Nicolaus von Bischoffzell die Stelle, an der man Wasser fand und die das Kloster bis zur Niederschrift der Chronik dauerhaft mit Wasser versorgte. Damit kann nur die Wiederentdeckung der sog. wasserführenden römischen Wasserleitung gemeint sein. Maier-Osterwalder hält es allerdings für möglich, dass die Leitung 1310 noch in Funktion und Betrieb war und eine Dorfgemeinschaft im heutigen Windischer Ortsteil Oberburg versorgte. So weist er darauf hin, dass Nicolaus von Bischoffzell ein Ortskundiger war, da er sich bereits zwei bis drei Jahre früher an der Stelle niedergelassen hatte und bei Oberburg schon länger eine Dorfgemeinschaft lebte, die sich möglicherweise aus der römischen Leitung versorgte, da es in Oberburg abgesehen von der römischen Leitung keinen Zugang zu Trinkwasser gab.
Herzog Rudolf IV. von Österreich schenkte die Leitung 1363 dem Kloster Königsfelden «von der Quelle bis zum Brunnen». In der Schenkungsurkunde wird erwähnt, dass Agnes von Ungarn die Leitung ausbessern und bis ins Kloster erweitern liess.

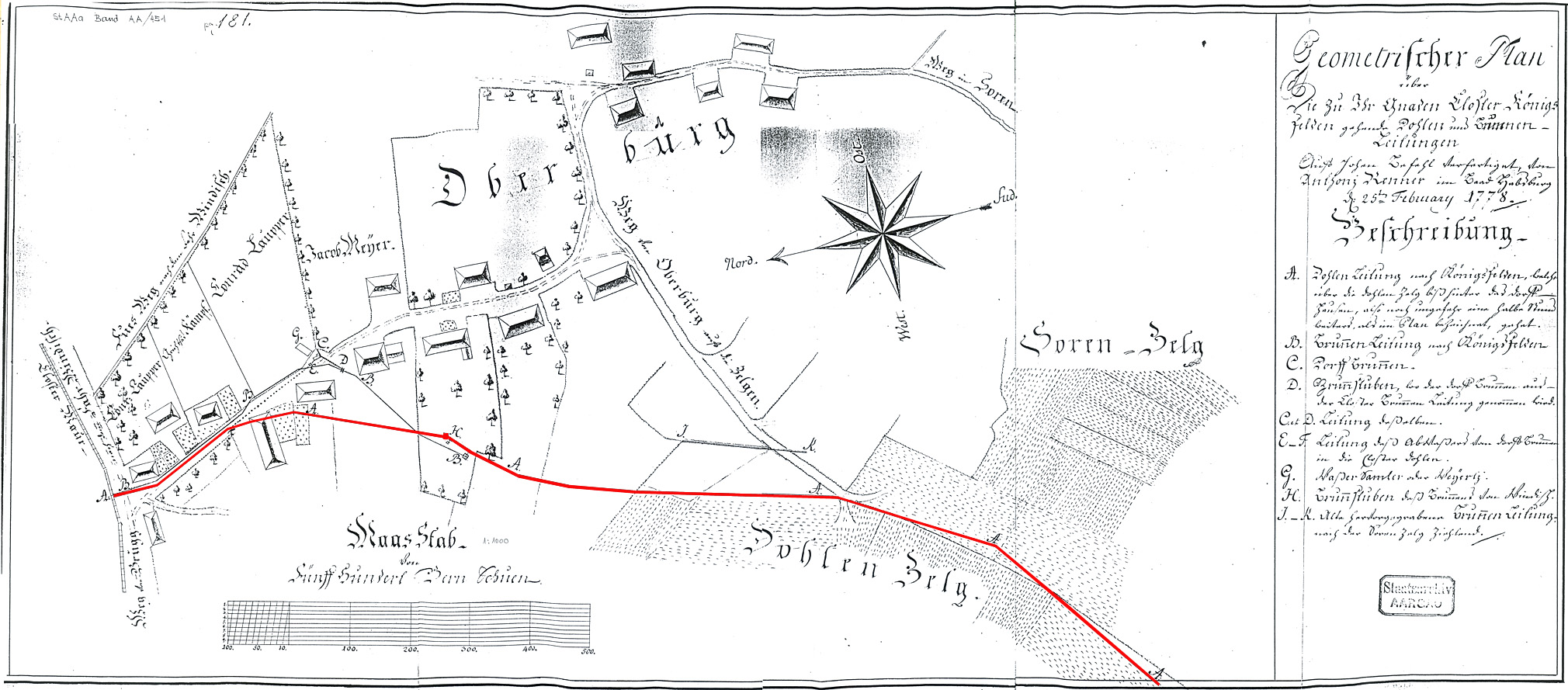
Älteste bekannte planerische Darstellung der wasserführenden Wasserleitung (rot markiert) aus dem Jahr 1778

Die Nonnen des Klosters Königsfelden gestatteten den Einwohnern von Oberburg vermutlich ab dem 14. Jahrhundert von der Leitung Wasser abzuleiten und den (späteren) «Bärenbrunnen» zu speisen und später eine Fortsetzung bis zum «Pfarrbrunnen» über Unterwindisch. 1610 erlaubte die Berner Regierung einen weiteren Brunnen dazwischen beim «Schürhof».
Der komplizierte, wohl seit dem 14. Jahrhundert bestehende und seitdem mehrfach veränderte Verlauf der wasserführenden Leitung wurde 1778 in einem ersten Teilplan von Anthonj Renner festgehalten.

### Nutzung und Bedeutung als Sehenswürdigkeit in der Neuzeit
Im 17. Jahrhundert war die wasserführende römische Wasserleitung bereits eine Sehenswürdigkeit, der sich die damaligen Reiseführer annahmen – gleichwertig neben dem Kloster Königsfelden, dessen berühmten Kirchenfenstern und dem Habsburger Grabmal.
Unter Emanuel Tscharner, der 1752–1758 als Berner Hofmeister von Köngisfelden amtete, wurde die ganze Leitung kontrolliert, gesäubert und ausgebessert. Die Kontrollschächte waren mit grossen Marksteinen gekennzeichnet, die von 1 bis 25 durchnummeriert waren. Diese waren bis in die 1930er-Jahre grösstenteils vorhanden, sind mittlerweile jedoch weitestgehend entfernt oder zerstört worden.

Plan der wasserführenden Leitung von Carl Auer aus dem Jahr 1835

Insbesondere durch Franz Ludwig Haller von Königsfeldens Bücher Helvetien unter den Römern erfuhr die Wasserleitung eine wachsende Bekanntheit zu Beginn des 19. Jahrhunderts. 1835 erstellte Carl Auer einen Gesamtplan der wasserführenden Leitung von Hausen bis Oberburg und vermass die einzelnen Schächte.

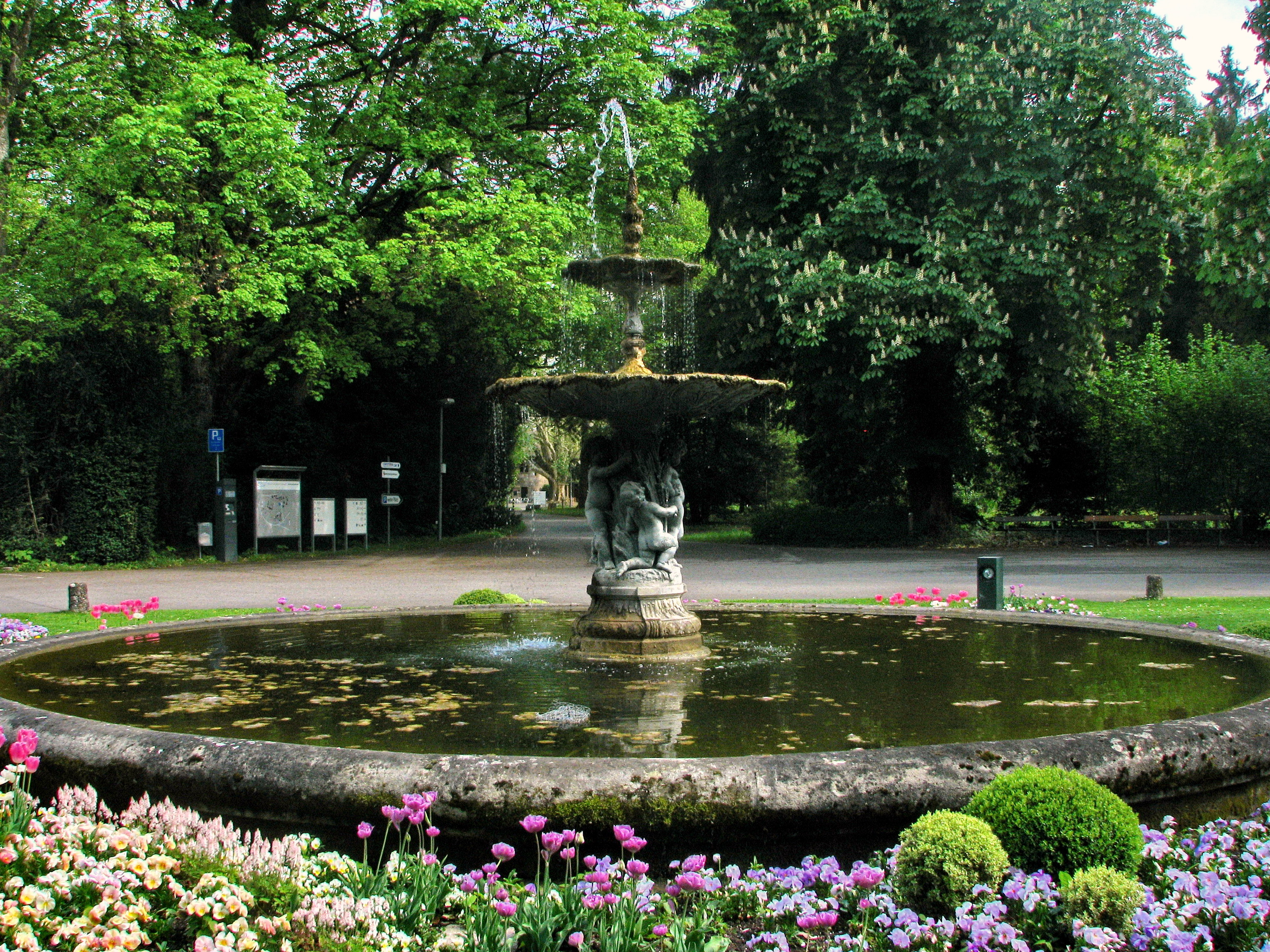
Springbrunnen vor der Klinik Königsfelden, der noch heute von der wasserführenden Leitung gespeist wird

Gegen Ende des 19. Jahrhunderts wurde die Gemeinde Windisch im Wesentlichen noch immer mit Trinkwasser von der wasserführenden römischen Wasserleitung gespiesen, weshalb sie sorgfältig bewahrt wurde. Erst mit dem Kauf reichhaltigerer Quellen in Mülligen 1897 und dem Bau eines leistungsfähigeren Leitungsnetzes wurde sie zunehmend bedeutungslos. Heute speist sie nur noch den Springbrunnen vor der Psychiatrischen Klinik Königsfelden – über eine Druckleitung ab einer neuzeitlichen Brunnenstube. Ein allfälliger Mehrertrag fliesst in einem zugänglichen Abschnitt weiter. Analysen des Wassers haben ergeben, dass es durch neuzeitliche Zuleitungen von Dach- und Brauchwasser sowie durch Düngung von Wiesen im Gebiet der Wasserfassung mikrobakteriell belastet ist und deswegen heute nicht mehr getrunken werden sollte.

### Schutz, Erhalt und archäologische Forschung
Jakob Heierli erwähnte 1898, dass man «letzthin und auch früher» in Hausen eine weitere, nach Vindonissa führende Wasserleitung fand, wobei es für ihn unklar war, ob sich beide ursprünglich vereinigten oder ob es sich um eigenständige Leitungen handelte. Frühe archäologische Untersuchungen der wasserführenden Wasserleitung und die eindeutige Identifizierung der zweiten, heute toten römischen Wasserleitung gehen auf Conrad Fels zurück. Auf dessen Grundlage beschrieb Laur-Belart 1935 eingehend den Verlauf und die Bauweise. Durch diverse Untersuchungen der Kantonsarchäologie Aargau konnte mittlerweile (2011) ein genauer Gesamtplan der wasserführenden Wasserleitung erstellt werden, der nur noch wenige Ungenauigkeiten im Dezimeter-Bereich aufweist.

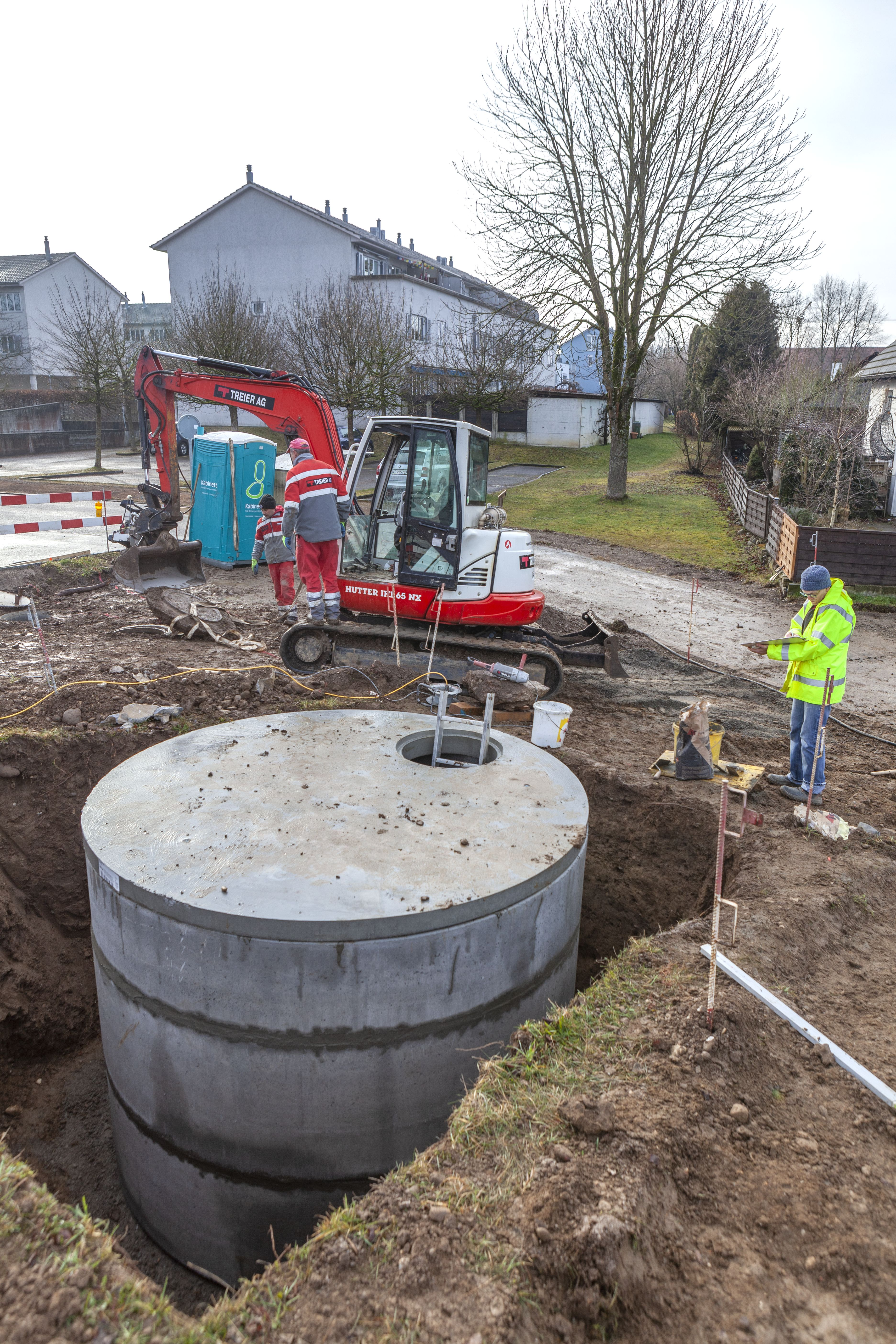
Arbeitsfoto der Kantonsarchäologie Aargau aus dem Jahr 2019; Aufsetzen eines neuen Schachts über den alten «Schacht 16» der wasserführenden Leitung, um dessen Zugänglichkeit auch weiterhin zu gewährleisten

Bereits 1911 und 1931 wurden südwestlich vor dem Legionslager Pfeilerfundamente einer Aquaeduktbrücke archäologisch erfasst, weitere durch Ausgrabungen der Kantonsarchäologie Aargau in den Jahren 1963, 1996 und 2011–2012. Insgesamt sind mittlerweile etwa 30 Pfeilerfundamente bekannt. Diese Aquaeduktbrücke gehörte vermutlich zur toten römischen Wasserleitung.
Durch den zunehmenden Bauboom im Kanton Aargau, der auch die Gemeinden Hausen und Windisch betrifft, ist der fortlaufende Betrieb der wasserführenden Leitung auf den öffentlichen Schutz angewiesen. So ist nach Maier-Osterwalder insbesondere darauf zu achten, dass
- das speisende Grundwasservorkommen in Hausen in der heutigen Minimalhöhe beibehalten wird,
- der Grundwasserzufluss zum Filterabschnitt sichergestellt ist,
- die Leitung in ihrer Bausubstanz ungestört erhalten bleibt,
- ein Zugang zu den Einstiegsschächten und zur Wasserleitung allgemein bewerkstelligt wird, und
- periodische Kontrollen, Unterhaltsarbeiten und Reinigungen die Funktionstüchtigkeit gewährleisten.[40]

Die Gemeindebehörden sorgten auf Anregung der Kantonsarchäologie Aargau wiederholt dafür, dass Bauprojekte bei ihrer Ausführung etwas verschoben oder ihre Kellergeschosse angehoben wurden, um die wasserführende Leitung zu bewahren. Beim Bau des Altersheims Windisch 1966 wurde ein Kellerabschnitt freigehalten, damit die Leitung erhalten bleibt und öffentlich sichtbar gemacht werden konnte. Beim Bau einer unterirdischen Lagerhalle 1979 wurde die Leitung jedoch auf einem etwa 7 m langen Stück unterbrochen und durch einen Düker umgeleitet. Da der integrale Erhalt der alten Wasserleitung bei allen Baumassnahmen im Vordergrund steht, sind allerdings archäologisch wünschenswerte Aufschlüsse nicht immer durchführbar.
Ein Sonderkredit im Jahr 2009 ermöglichte es, «die dringend notwendige Bestandesaufnahme und daraus abgeleitete Sanierungs- und Schutzmassnahmen in Angriff» zu nehmen. Dadurch kann sie auch proaktiv untersucht werden. Seit 2013 läuft für die wasserführende Wasserleitung eine gesetzliche Unterschutzstellung, da deren «Erhaltung aus historischen oder wissenschaftlichen Gründen im Interesse der Öffentlichkeit liegt». Dieses Verfahren gestaltet sich jedoch als besonders aufwendig, da es 90 Grundstückseigentümer tangiert, mit denen eine Einigung gefunden werden muss.
Demgegenüber erfährt die tote römische Wasserleitung seit Jahrzehnten einen schleichenden Substanzverlust, da auch gut erhaltene Leitungsabschnitte neuen Bauprojekten weichen müssen. Aber auch hier konnten bei verschiedenen Bauprojekten immer wieder substanzerhaltende Massnahmen umgesetzt werden. Dennoch wurde im Oktober 2020 ein etwa 40 Meter langes Teilstück zerstört, da es dem Bau einer Tiefgarage weichen musste. Dies wurde in der Öffentlichkeit kontrovers diskutiert.

### Besichtigung
Ein Teilstück der wasserführenden Wasserleitung kann im Keller des Alters- und Pflegeheims Windisch in der Lindhofstrasse besichtigt werden. Es bildet die Station VIII – Aquaeductus des Legionärspfades Vindonissa.

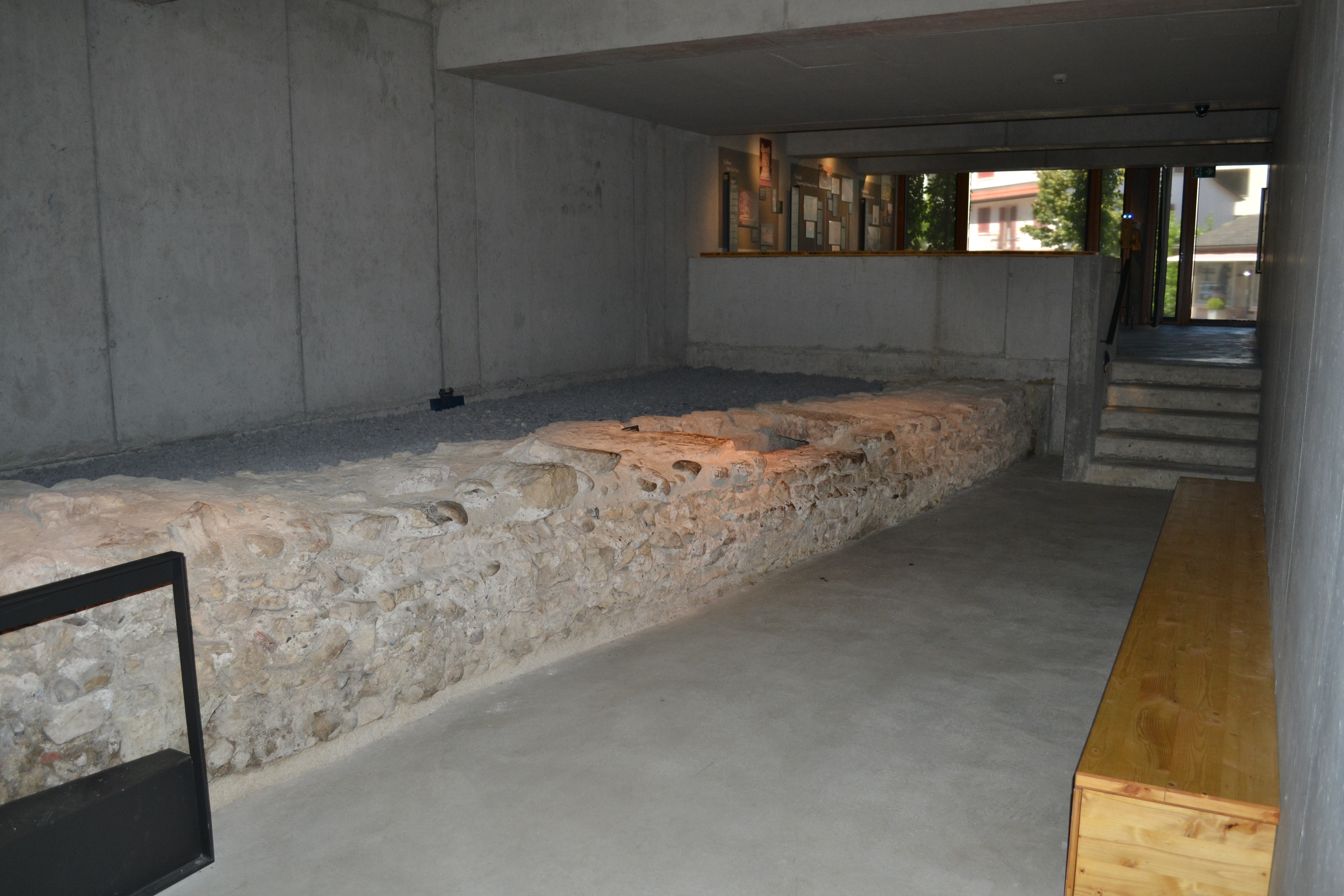
Legionärspfad Station VIII: Öffentlich zugänglicher Bereich der wasserführenden Leitung im Altersheim Windisch
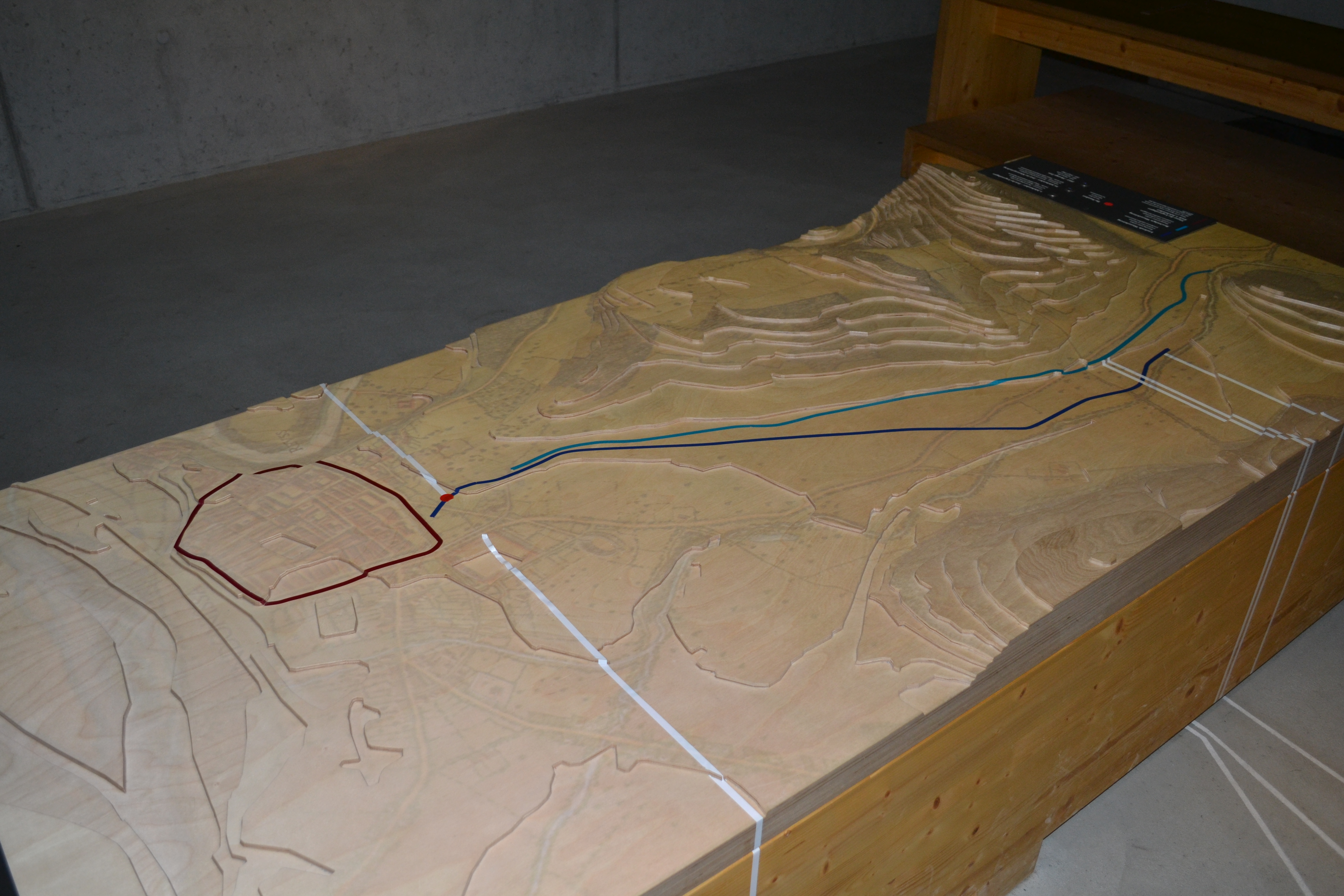
Legionärspfad Station VIII: Topographisches Modell
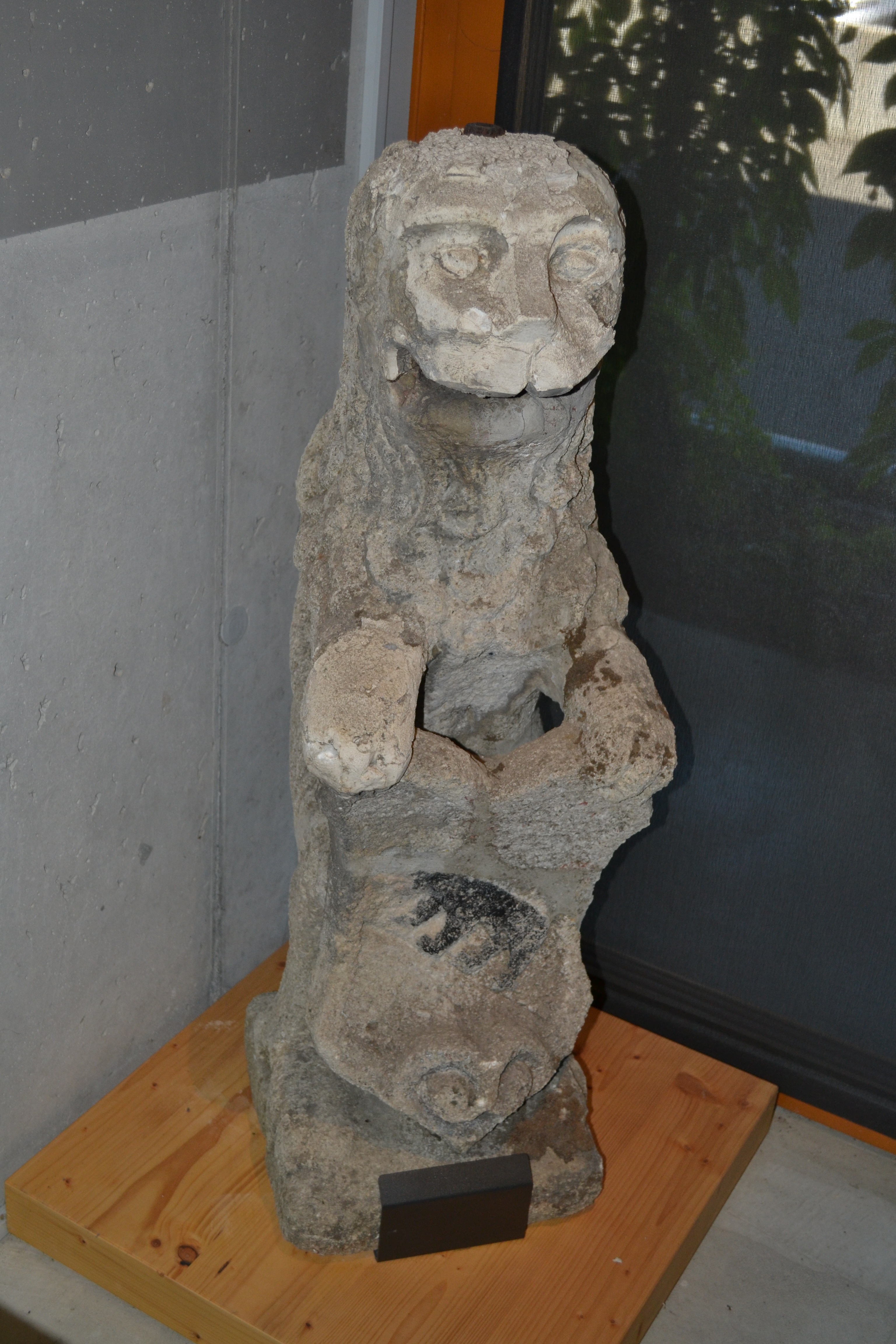
Legionärspfad Station VIII: Brunnenfigur des Bärenbrunnens von 1684, der bis 1938 von der wasserführenden Leitung gespeist wurde

## Die wasserführende römische / mittelalterliche Wasserleitung

### Verlauf, Zuleitung und Gefälle

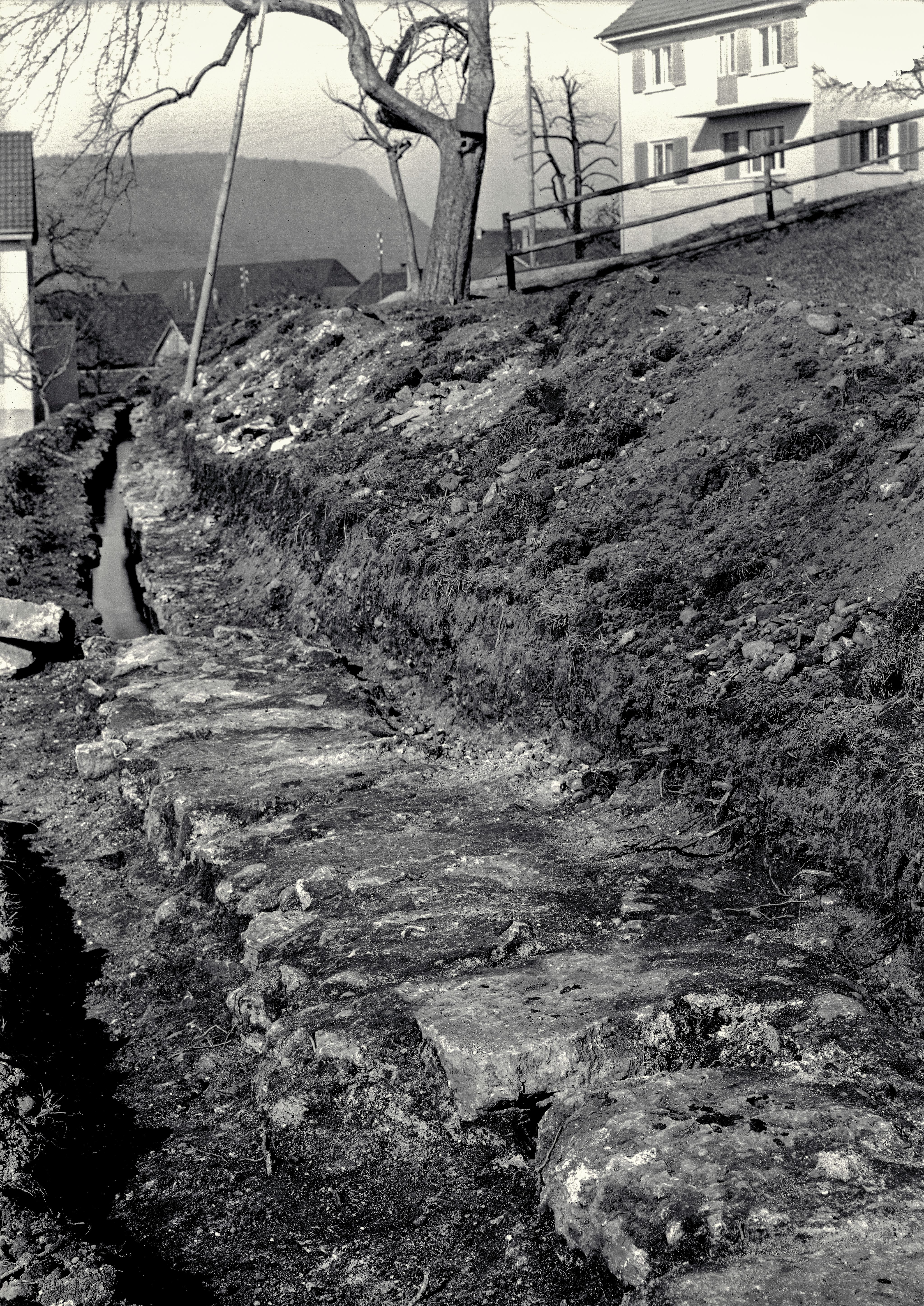
Blick von Süden auf die streckenweise abgedeckte Leitung

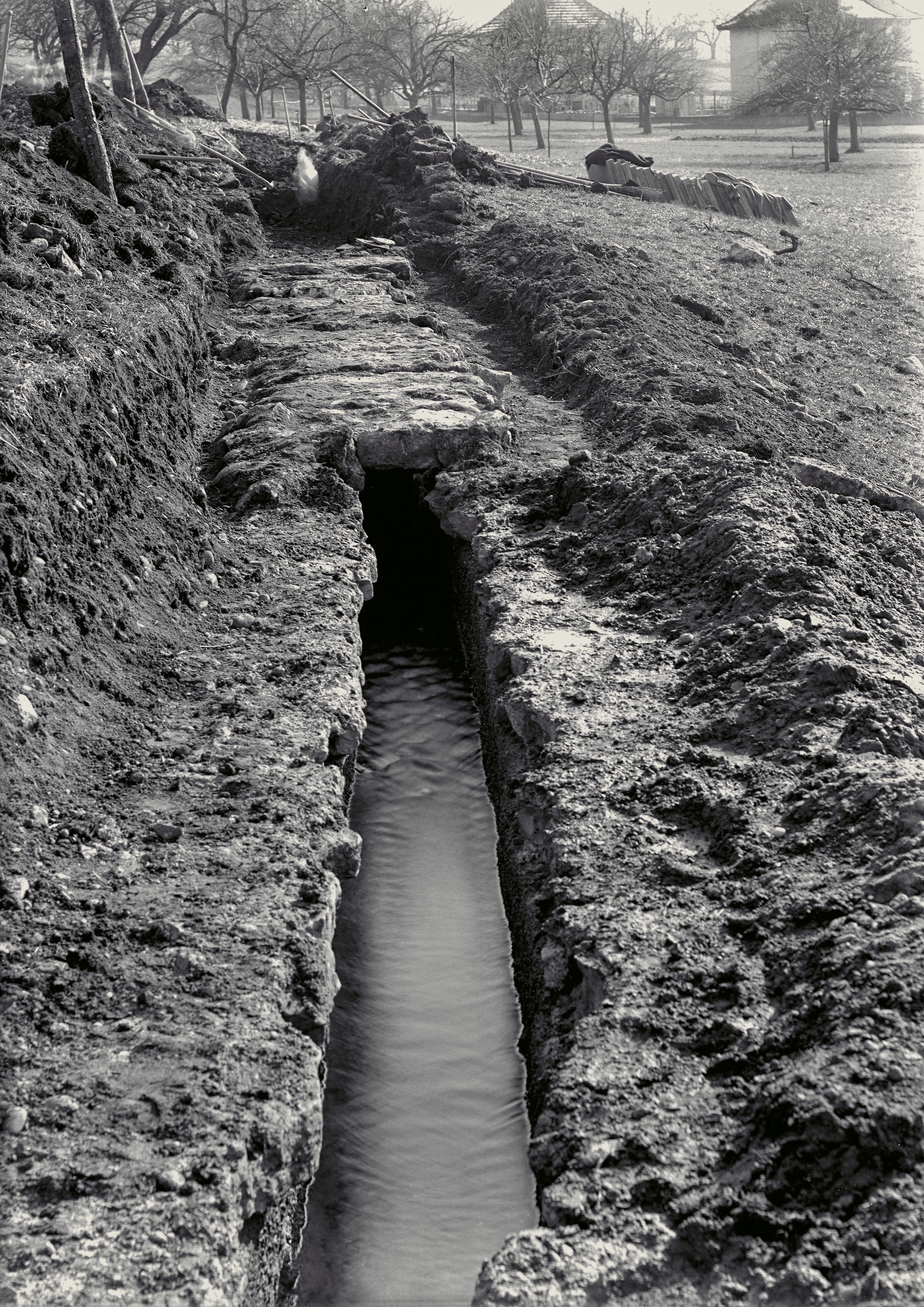
Die streckenweise abgedeckte wasserführende Wasserleitung in Windisch-Oberburg; Foto aus dem Jahr 1935

Die wasserführende Wasserleitung beginnt im Neuquartier in Hausen, wenig südlich des Dorfkerns, wo sie Grundwasser aufnimmt. Hier liegen die Ausläufer des Grundwasservorkommens, das vom Guggerhübel her gespiesen wird, in einer Tiefe von rund 3 m unter der Erdoberfläche. Die römischen Erbauer ermittelten das einzig mögliche, oberirdisch nicht sichtbare Grundwasservorkommen in der näheren Umgebung von Vindonissa, dessen Lage und Höhe eine Zuleitung mit stetem Gefälle zum Legionslager erlaubt. Maier-Osterwalder vermutet, dass die Ermittlung mittels gezielter Prospektion erfolgte, die sich an Zeigerpflanzen orientiert haben könnte, oder möglicherweise auch durch systematisch angelegte Sondiergruben oder sogar durch Rutengänger erfolgte.
Da es sich um eine Freispiegelleitung (und nicht um eine Druckleitung) handelt, muss das frei fliessende Wasser stets über ein Gefälle ohne Gegensteigungen geführt werden. Das Gefälle geht von einer Sohlenhöhe von 376,40 m. ü. M. beim Anfang der Wasserleitung (Markierstein Nr. 25) auf 367,82 m. ü. M. bei der Brunnenstube in Oberburg. Bei einer Höhendifferenz von 8,58 m und einer Entfernung von 2030 m Luftlinie ergibt sich somit ein Durchschnittsgefälle von 4,2 Promille für die Luftlinie, d. h. 42 cm pro 100 m. Beim Leitungsbau mussten allerdings die leicht hügeligen topographischen Verhältnisse berücksichtigt werden, die eine direkte, geradlinige Verbindung teilweise verunmöglichten bzw. erschwerten. So musste beispielsweise ein Hangfuss mit einem gestreckten Bogen umgangen werden. Dies führte zu einer Verlängerung um rund 210 m, wodurch sich das Gefälle auf rund 3,8 Promille reduzierte. Die Aushubtiefe der Leitungs-Trasse beträgt zwischen 1,6 m und 4,6 m. Maier-Osterwalder betont die beachtliche Vermessungsleistung, die erforderlich war, um ein solches Gefälle kontinuierlich und ohne noch so geringe Gegensteigung zu halten.
In den östlichen Schachtwänden des Einstiegsschachtes Nr. 8 befindet sich ca. 1,25 m über der Kanalsohle die Mündung einer Zuleitung von etwa 0,40 m × 0,35 m lichter Weite. Wie die Hauptleitung wurde diese ebenfalls gemauert und mit Terrazzomörtel verkleidet. Sie läuft von Osten her fast rechtwinklig auf die Hauptleitung. Länge und genauer Verlauf dieser vermutlich Hangwasser fassenden Zuleitung sind unbekannt. Heute (Stand Juni 2010) führt sie fast kein Wasser mehr.
Am Wagnerhof im Oberburg-Quartier von Windisch fliesst etwa die Hälfte des «römischen» Wassers in eine unmittelbar westlich liegende, neuzeitliche Wasserkammer, aus der der sog. Bärenbrunnen gespiesen wurde – und bis heute der Springbrunnen von Königsfelden. Das Restwasser fliesst heute mit deutlich mehr Gefälle hangabwärts weiter nach Süden – u. a. durch den öffentlich zugänglichen Abschnitt im Altersheim von Windisch – und wird im Lindhof in eine moderne Versickerungsanlage geleitet.

### Bauweise

#### Filter-Abschnitt

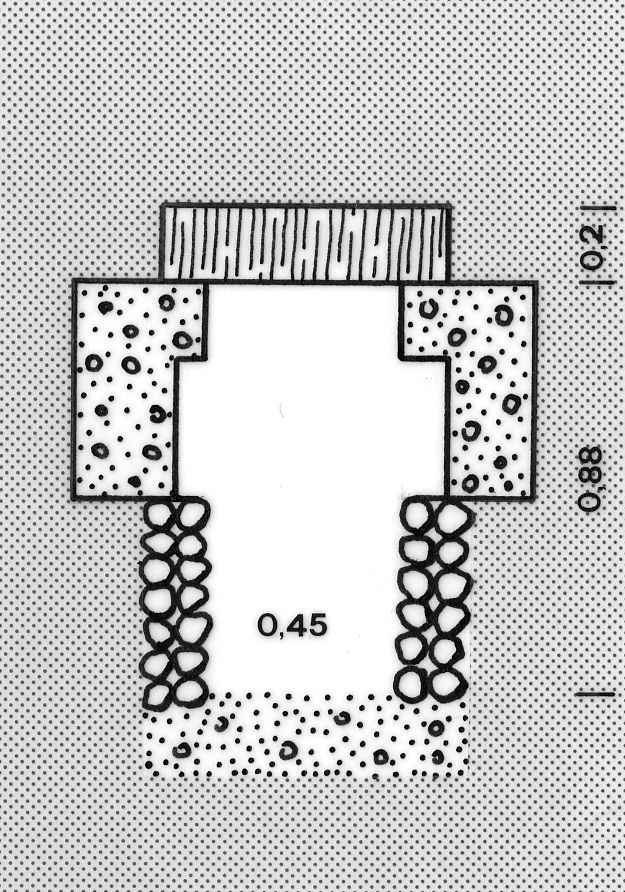
Profilzeichnung des Filter-Abschnitts; die untersten Lagen als Trockenmauer zur Aufnahme des Hangwassers

Die Leitung wird aus dem Grundwasser südlich des alten Dorfkerns von Hausen gespeist, indem dieses auf einem rund 590 m langen Filter-Abschnitt aufgenommen wird (Markiersteine Nr. 25 bis Nr. 15). Die Kanalsohle und die unteren Seitenwände dieses Filter-Abschnitts sind entsprechend wasserdurchlässig. Die Kanalsohle besteht aus dem mit leichtem Gefälle ausgeebneten kiesigen Grund des Leitungsgrabens, der das Grundwasser filtert und reinigt. Zumeist ist der Kanal fünf Steinlagen hoch, die sich aus ca. 20 × 30 × 15 cm grossen Kalksteinquadern zusammensetzen. Die untersten beiden Lagen sind ohne Mörtel in Trockenmauertechnik aufeinandergeschichtet, wodurch das Grundwasser durch die Fugen und Ritzen in den Kanal gelangen kann. In der Regel beträgt die lichte Breite 40 bzw. 55 cm und die lichte Höhe 70 cm. Die dritte bis fünfte Steinlage sowie die abschliessende Deckplatte sind mit Kalksteinmörtel fest verbunden. Zum Schutz gegen eindringendes Sickerwasser wurde über den Deckenplatten stellenweise eine Lehmschicht verstrichen.

#### Transport-Abschnitt
Der Transport-Abschnitt sollte das gewonnene Wasser möglichst verlustfrei zum Legionslager führen und ist entsprechend ausserordentlich massiv gebaut. Die beiden ca. 90 cm hohen und 40 cm breiten Kanalwangen bestehen aus Kalksteinquadern und -bruchsteinen, die mit Kalkmörtel vermauert wurden. Dazwischen liegt die Kanalsohle, die als 25 cm mächtiges Kiesmörtelbett über einer Lage von Kalkbruchsteinen ausgeführt wurde – mit einer lichten Breite von ca. 40 cm und einer lichten Höhe von ca. 55 cm. An der Sohle und seitlich bis über die Schultern ist der Abschnitt mit einem Terrazzo-Mörtel mit Ziegelbröcklein und einem abschliessenden Ziegelmehlverputz wasserdicht abgedichtet. Die Abdeckplatten aus gebrochenen Kalksteinen sind wiederum mit einer Lehmschicht gegen eindringendes Sickerwasser abgeschlossen. Insgesamt dient lediglich etwa ein Sechstel des Hohlraums für die eigentliche Wasserführung. Im Gegensatz zur toten Wasserleitung dichteten keine Viertelrundstäbe die Nahtstelle zwischen Kanalwange und Kanalsohle ab.

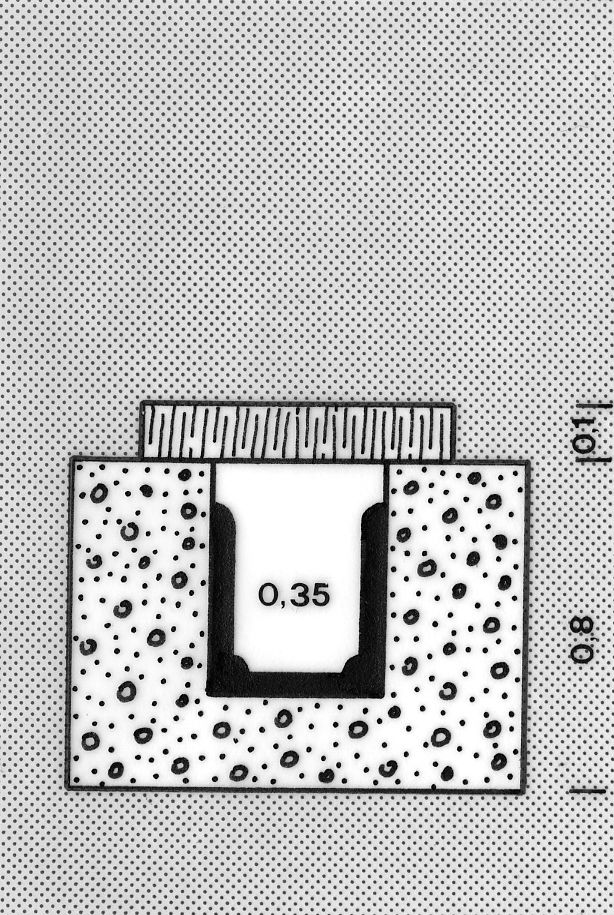
Profilzeichnung des Transport-Abschnitts; Kanal mit Mörtelverputz
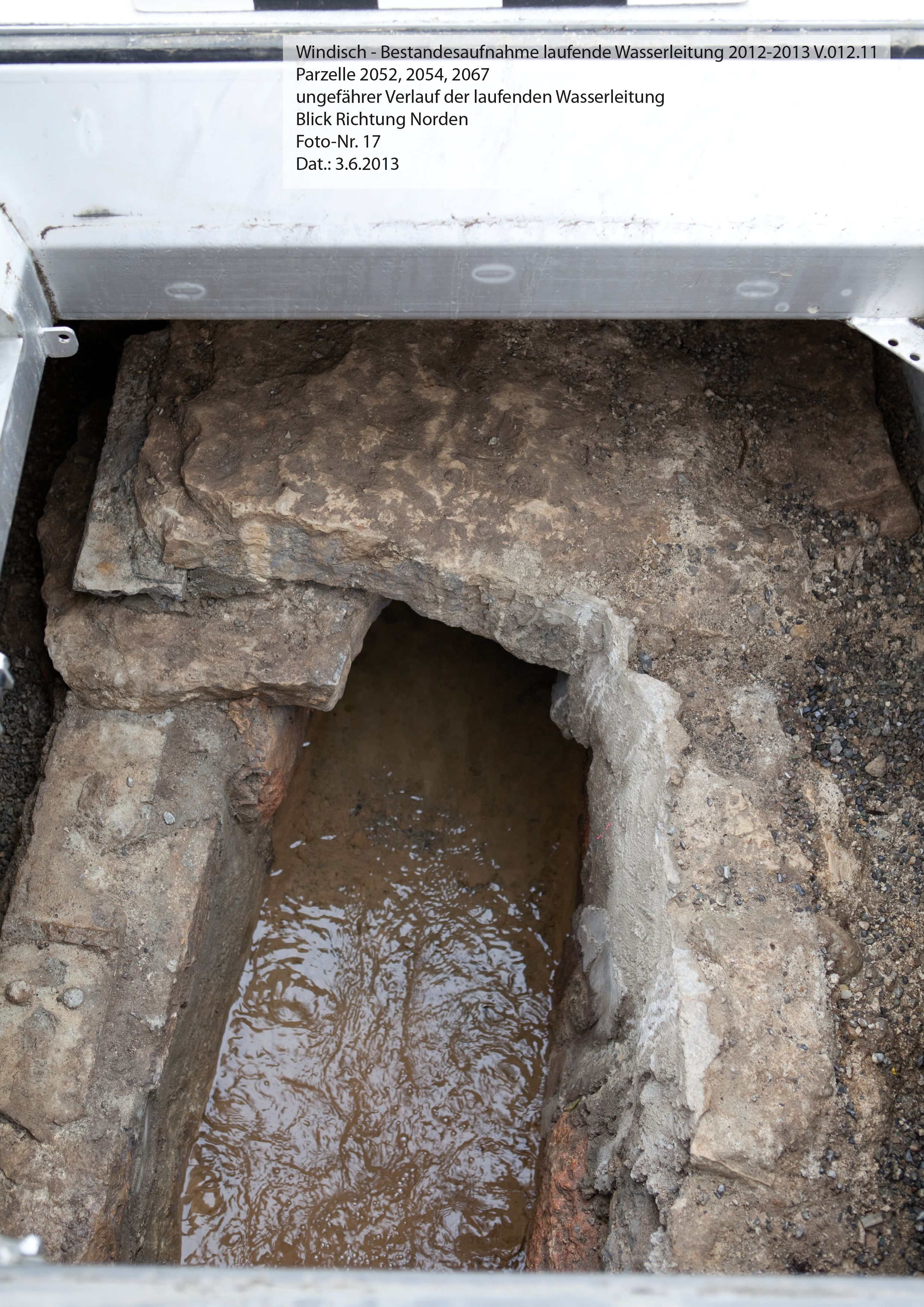
Die wasserführende Wasserleitung; Blick auf Schacht in Windisch-Wagnerhof

#### Einstiegschächte
In unregelmässigen Abständen wurden Einstiegsschächte eingerichtet, die der Kontrolle und Reinigung dienten. Es handelt sich dabei um senkrechte Kamine mit rechteckigem oder quadratischem Querschnitt, die an der Oberfläche mit einer oder mehreren grob zugerichteten Kalksteinplatten zugedeckt sind. Die Wände sind mit Kalkbruchsteinen und Kalkmörtel vermauert. Der grössere Teil der Schächte (vmtl. 16 Stück) ist in die Leitung eingelassen und reicht bis auf die Kanalsohle, wobei sich die Leitung an diesen Stellen verbreitert, damit ein Kontrolleur bis auf die Sohle hinabsteigen und den Kanal in beide Richtungen prüfen kann. Der kleinere Teil der Schächte (ca. 7 bis 9 Stück) reicht lediglich bis zu den Kanalwangen, und ein Kontrolleur kann dort nur von oben den Wasserverlauf inspizieren. Vermutlich weisen die voll eingebauten Schächte einen tieferen Boden als Absetzbecken auf, um Sand und Schlamm abzufangen, welche regelmässig abgeschöpft wurden.
Ein von Laur-Belart mit dem Buchstaben «B» bezeichneter Schacht ist an der Oberfläche durch giebelförmig aneinandergestellte Steinplatten sichtbar. Eine kleine Öffnung in der Frontplatte wurde mit einer verschliessbaren Glasplatte versehen, so dass bei Besichtigungen ein Blick in den sicht- und hörbaren Wasserfluss genommen werden kann.

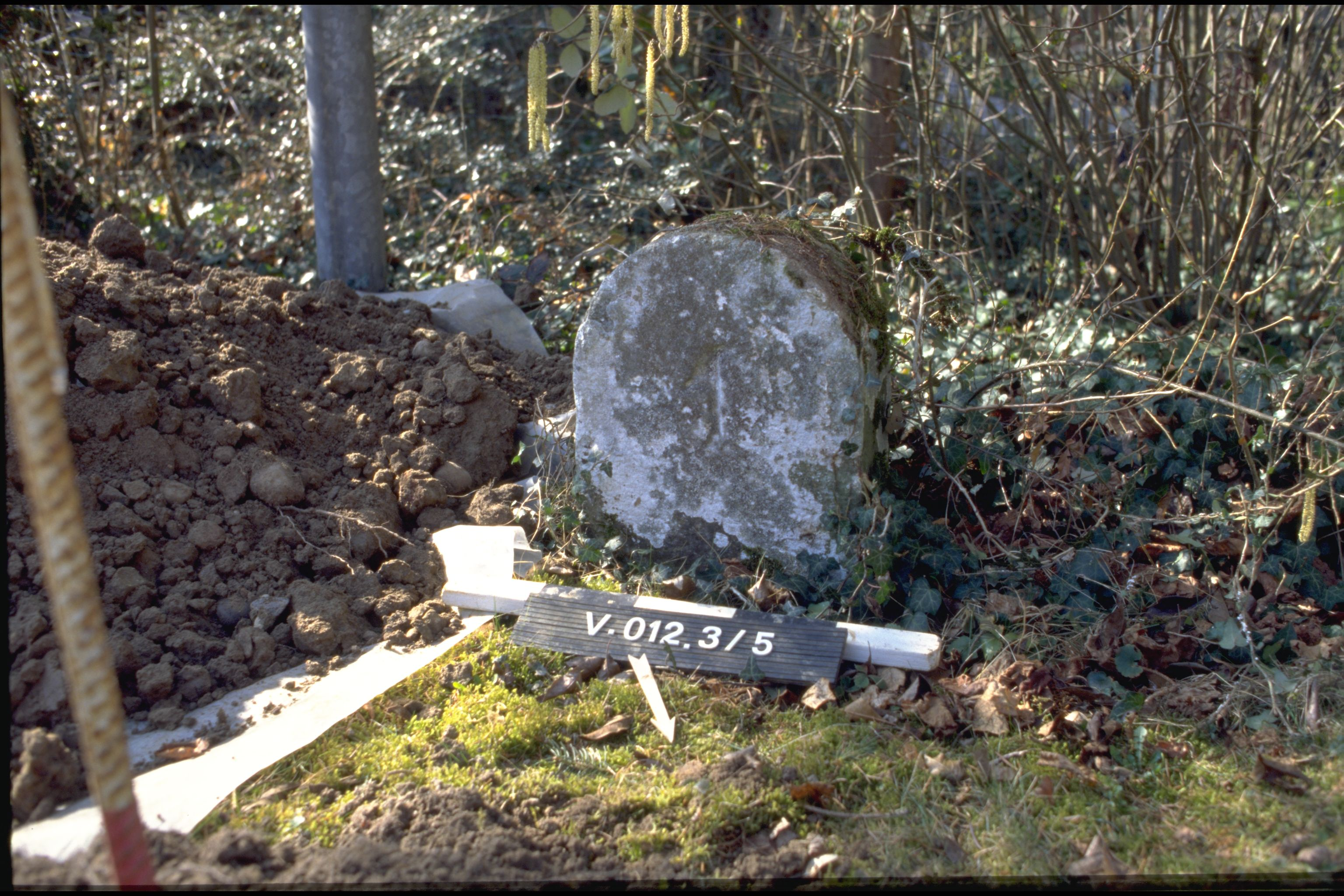
Markierstein des Einstiegsschachts Nr. 1
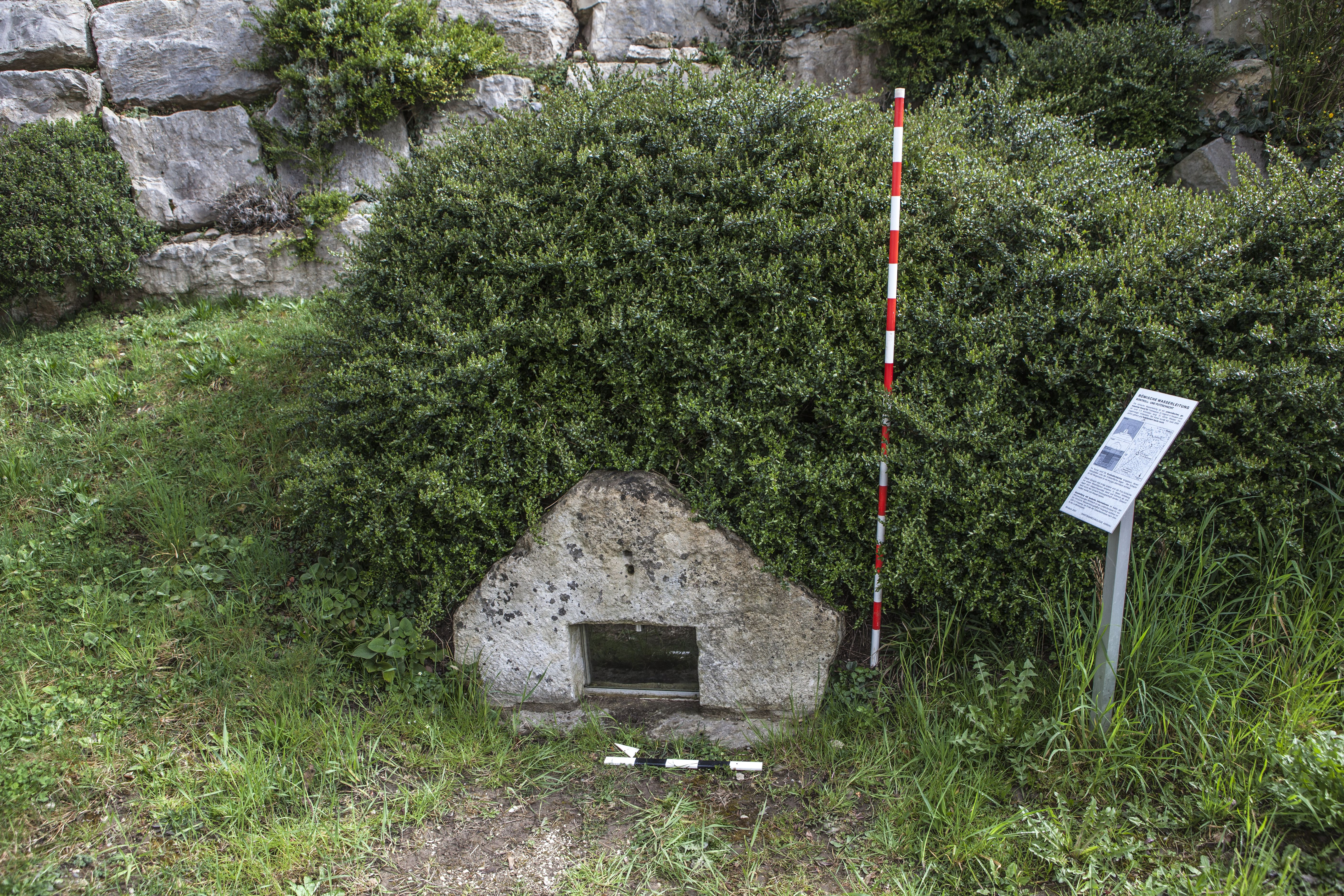
Markierstein des Schachts «B» mit Glasscheibe

#### Brunnenstube
Auf Oberburg in Windisch befindet sich die Brunnenstube (Wasserverteiler), die das Wasser kurz vor Eintritt ins Legionslager verteilte. Dort sind verschiedene Wasserkammern vorhanden, wobei die heutige Leitungsfortsetzung zum Kloster Königsfelden vermutlich nur eine Art Überlauf war, der allenfalls ebenerdige Becken oder Pferdetränken speiste oder die Kanalisation durchspülte. Die eigentliche Trinkwasserversorgung musste aus der Brunnenstube als Druckleitung geführt werden, um den nötigen Leitungsdruck zu erzeugen. Gesicherte archäologische Befunde dazu fehlen jedoch bis heute.

### Leistungsfähigkeit
Nachdem die wasserführende Wasserleitung in den Jahren 2008 bis 2012 an verschiedenen Stellen untersucht und von Schlamm, Sinter und Wurzelwerk gereinigt wurde, hatte sich der Wasserabfluss darin deutlich verbessert. Seither existieren an zwei Stellen digitale Messgeräte, um den Wasserabfluss zu ermitteln. Demnach liegt der gemessene Maximalwert – jeweils nach längeren Niederschlagsperioden – bei bis zu 1 Mio. Liter pro Tag. Diese erstmals auch rechnerisch gesicherte Abflussmenge ist aber nur als Durchschnittswert zu betrachten, da der hydraulische Querschnitt der Wasserleitung noch grössere Abflussmengen zulässt. Diese periodisch auftretenden Spitzenabflüsse führten dazu, dass eine 1996 errichtete Versickerungsanlage am Ende der Leitungsstrecke (Lindhofstrasse in Windisch) in ihrer ursprünglich berechneten Kapazität nicht mehr ausreichte und regelmässig überlief. Deshalb wurde 2016 im Bereich des Sportplatzes von Hausen ein neuer Schacht mit Drosselklappe aufgesetzt, um Spitzenabflüsse mittels einer Rohrleitung in den westlich vorbeifliessenden Süssbach ableiten zu können. Diese Massnahme soll zur maximalen Schonung der archäologischen Substanz beitragen.

### Datierung
Zuletzt (2017) datierte Trumm die römischen Bauteile archäologisch ins 1. Jh. n. Chr. Trotz zahlreicher Aufschlüsse ist jedoch eine genauere Datierung des Bauwerks bis heute nicht möglich: «Römische Inschriften mit Nennung der Wasserleitungs-Bauwerke fehlen ebenso wie datierbare Funde aus den Leitungen selbst oder gesicherte Stratigraphien mit anderen, datierbaren Befunden.»
Die archäologische Untersuchung der beiden alt-bekannten Kontrollschächte Nr. 2 und 4 im Windischer Dohlenzelg-Quartier ergab, dass zumindest diese nicht in römischer Zeit, sondern zur Zeit des Klosters Königsfelden bzw. der Berner Hofmeisterei eingebaut wurden, wie spätmittelalterliche Ziegelbruchstücke in den Wänden bis in die untersten Mauerlagen belegen. Nach Trumm muss deshalb «die bislang nie in Frage gestellte Datierung allein in römische Zeit kritisch hinterfragt werden.» Archäologische Untersuchungen im Bereich des Altersheims von Windisch haben gezeigt, dass die gemauerte Leitung zumindest in diesem Bereich nicht römisch sein kann, sondern zur Zeit des Klosters Königsfelden oder später entstand. So liegt die Höhe der Kanalsohle hier etwa 9 m über der römischen Kulturschicht, und der Leitungsverlauf weist direkt auf die zentrale Klosteranlage von Königsfelden.

## Die tote römische Wasserleitung

### Verlauf, Zuleitung und Gefälle

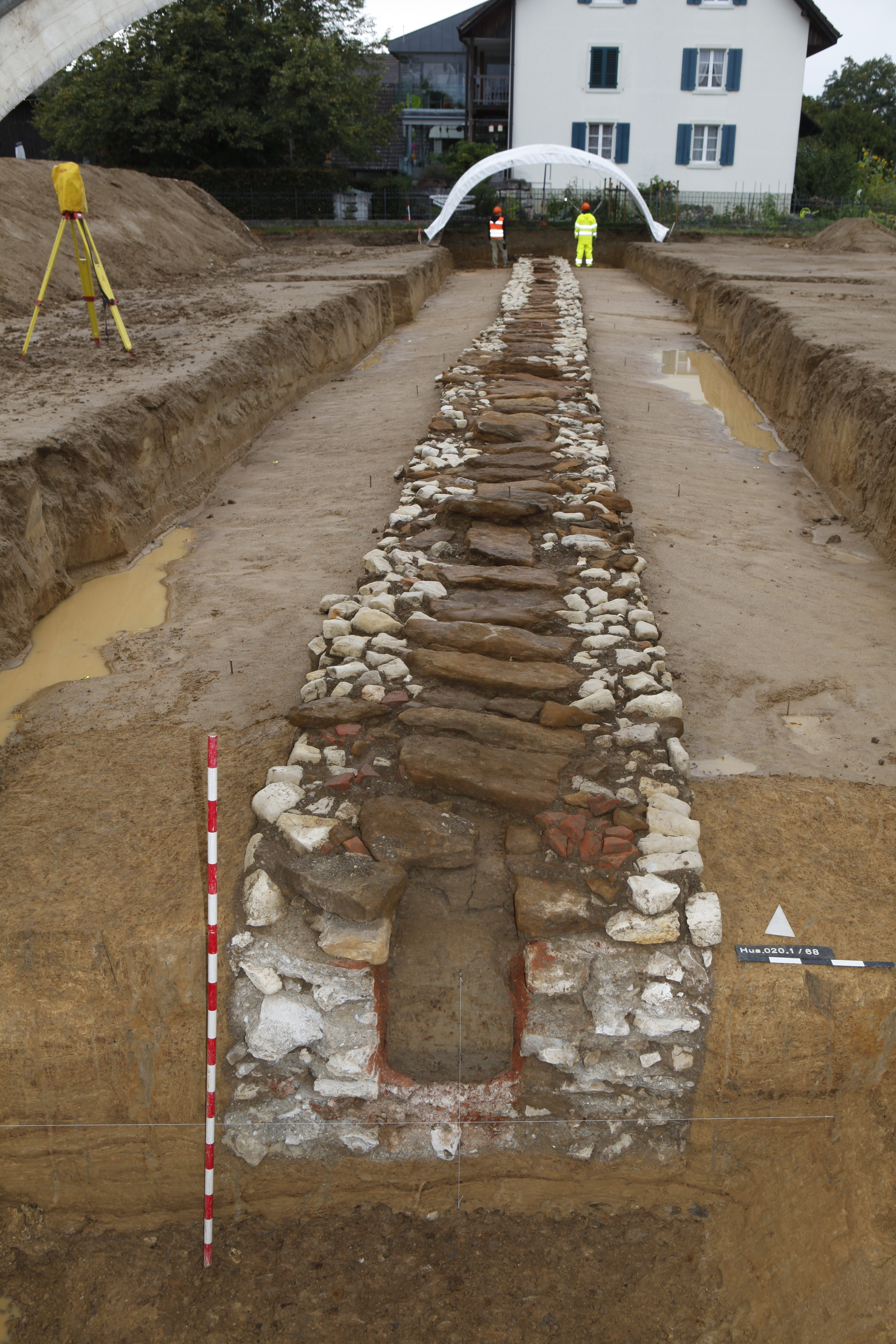
Hausen (Kt. Aargau, Schweiz). Ausgrabung der Kantonsarchäologie Aargau an der sog. toten römischen Wasserleitung von Vindonissa im Herbst 2020 (Blick von Süden). Im Vordergrund ein Schnitt durch den vollständig mit Sediment verfüllten Kanal.

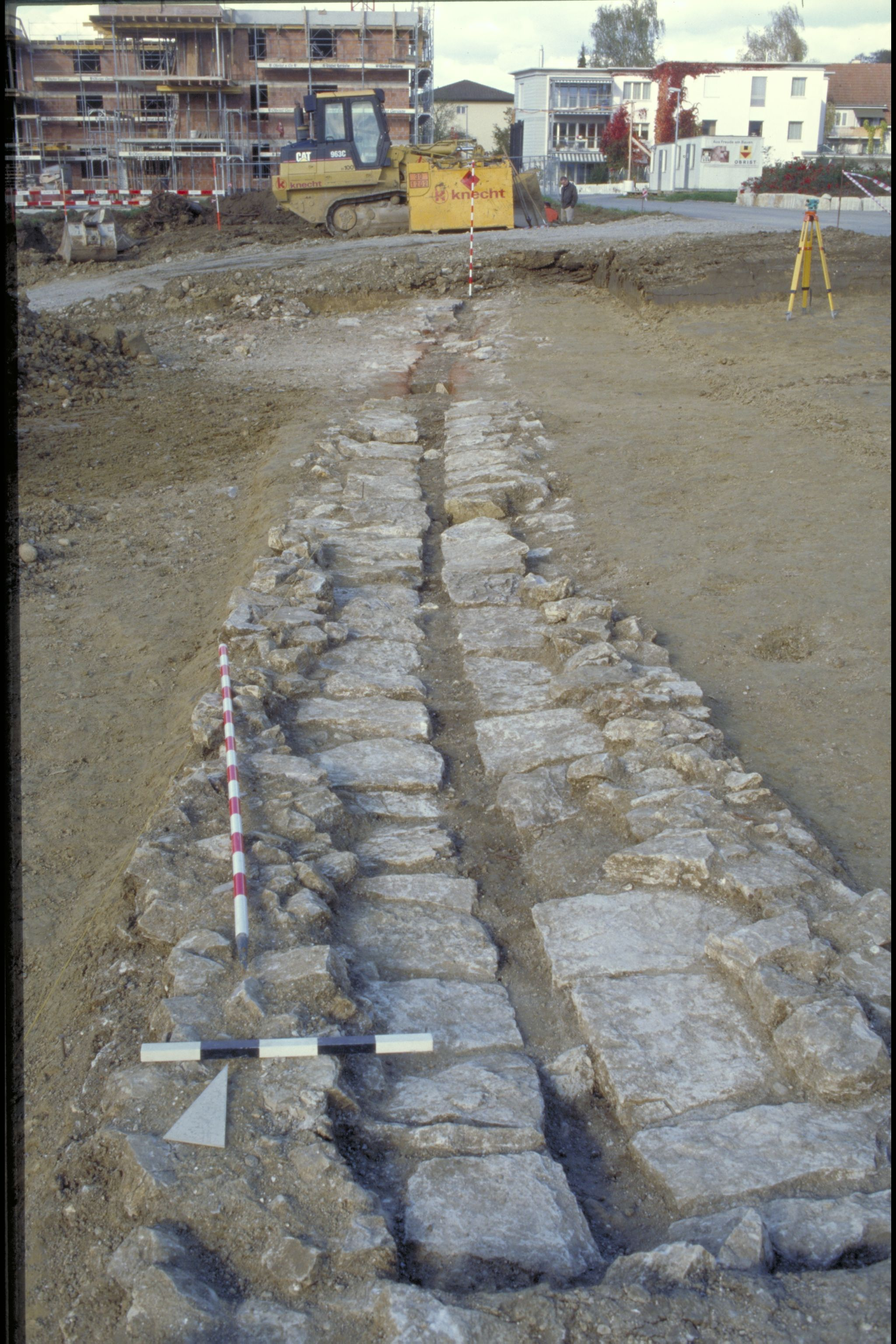
Sog. "tote" Wasserleitung am Wiesenweg in Hausen AG; diese beschreibt hier eine leichte Kurve dem Gelände folgend; Deckplatten fehlen; «falsches» Gewölbe sichtbar; Grabungsfoto aus dem Jahr 2006

Im Gegensatz zur heute noch Wasser führenden Wasserleitung ist die tote römische Wasserleitung seit Jahrhunderten nicht mehr intakt. Dies ist auch der Grund, weshalb das mindestens 3,3 km lange Bauwerk einen schleichenden Substanzverlust hinnehmen muss. Der genaue Verlauf der toten römischen Wasserleitung ist streckenweise noch nicht vollständig erfasst und muss teilweise anhand punktueller Aufschlüsse interpoliert werden.
Die südlichste derzeit erfasste Stelle liegt am Fusse des Guggerhübels, nahe der Gemeindegrenze von Hausen und Lupfig. Der eigentliche Ausgangspunkt und die Art der Wassergewinnung sind unbekannt. Trumm hält eine Speisung durch eine oder mehrere Quellfassungen in dieser Gegend mit Kluft- oder Karstwasser für möglich. Als mögliche Alternative sieht er eine Ableitung von Oberflächenwasser, die durch eine Aufstauung des heute kanalisierten Süssbaches hätte erfolgen können, wozu vermutlich ein bescheidener Staudamm errichtet worden wäre. Da dieses Gelände mittlerweile durch verschiedenste Baumassnahmen stark überformt wurde, sind diese Annahmen kaum mehr archäologisch nachprüfbar.
Die Kanalsohle liegt im vermuteten Ursprung auf 383 m. ü. M. und weist in diesem Bereich ein durchschnittliches Gefälle von 4 Promille auf. Im Industriegebiet der ehemaligen Zementfabrik Hausen (später Reichhold Chemie) wurde die Talmulde des Süssbaches auf einer Brücke überquert: Die Leitung wurde auf eine 2 m breite und 50 cm hohe beidseitig mit Quadersteinen verkleidete Mauer gelegt. Etwas weiter nördlich war sie wieder unterirdisch.
Beim Neubau einer Behindertenwerkstatt am Wiesenweg in Hausen konnte die Kantonsarchäologie Aargau 2006 ein 56 m langes, süd-nördlich orientiertes Teilstück oberflächlich freilegen und zusammen mit einem integrierten Schacht dokumentieren. Der untersuchte Abschnitt verläuft in einer leichten Kurve, vermutlich entlang des römischen Geländeverlaufes, mit einem Gefälle von 3,1 Promille. Etwa 450 m nördlich dieser Grabung wurden 1998 und 2020 weitere 80 Laufmeter der gut erhaltenen Wasserleitung sowie ein Kontrollschacht mit integriertem Absetzbecken freigelegt und dokumentiert. In diesem Areal wies die Kanalsohle ein Gefälle von ca. 3 Promille auf.
Im Herbst 2024 wurden in der Industriebrache "Reichhold-Areal" insgesamt 116 Laufmeter des antiken Bauwerks freigelegt. Auf weiten Strecken fehlten hier die originalen Deckplatten; im ausgegrabenen Abschnitt konnten zwei Kontrollschächte bzw. Schlammsammler dokumentiert werden. In diesem Abschnitt konnte ein durchschnittliches Süd-Nord-Gefälle von 3,9 Promille gemessen werden.

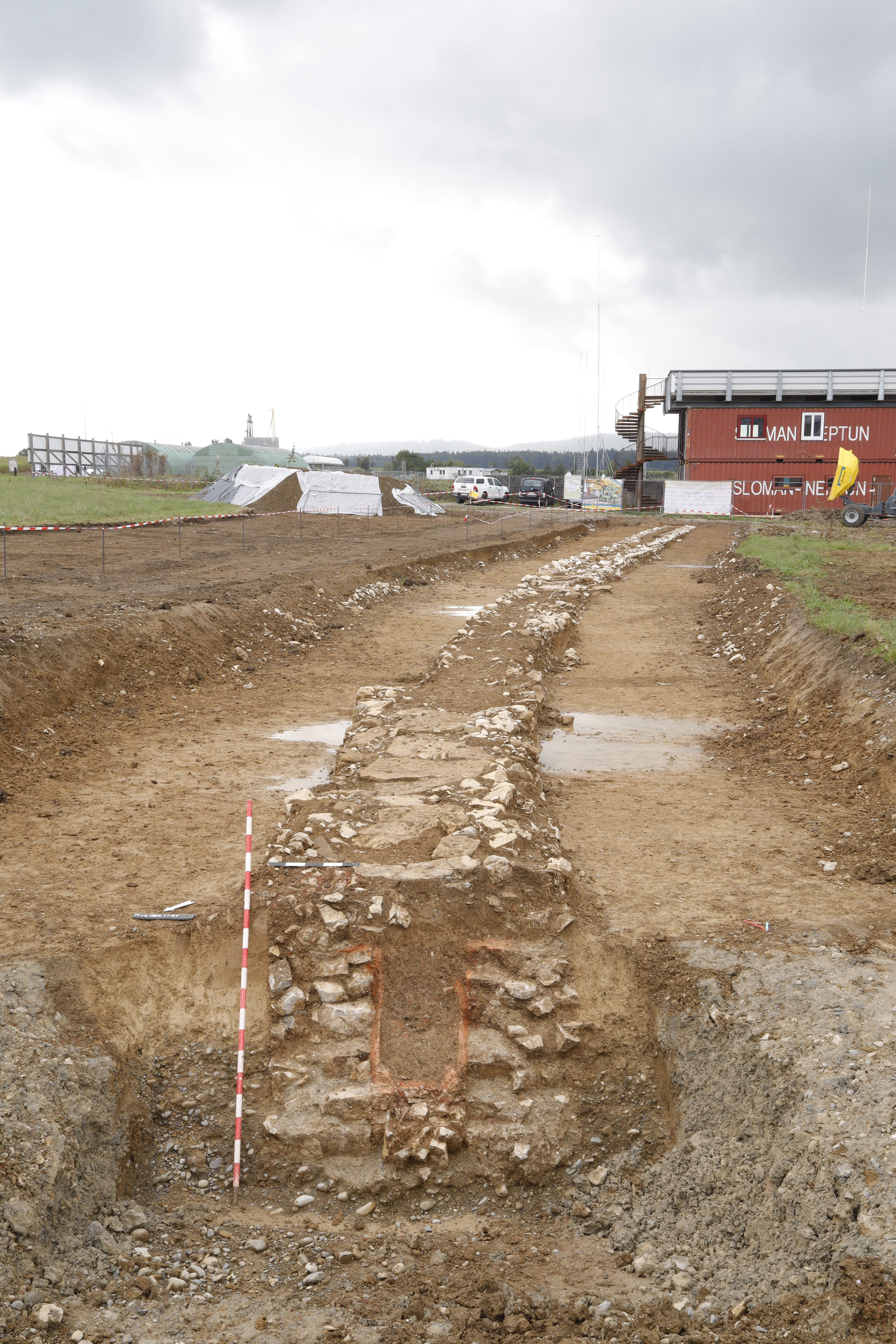
Hausen (AG), Ausgrabung der Kantonsarchäologie Aargau 2024. Blick von Norden auf die "tote" römische Wasserleitung von Vindonissa.

Beim Neubau des Schulhauses in Hausen wurde 1971 eine baulich identische Zuleitung freigelegt, die von Ost-Nordost in die Hauptleitung mündete. Möglicherweise wurde diese von Quellen im Gebiet «Eebrunnen» (bzw. «Ehebrunnen») ca. 300 m hangaufwärts gespiesen. Falls dies zutrifft, bewältigte sie über eine kurze Distanz von 300 m einen Höhenunterschied von 25 m, was einem respektablen Durchschnittsgefälle von 8,3 Prozent entspricht.
Eine Brunnenstube als erstes Zwischenziel der Leitung konnte noch nicht eindeutig identifiziert werden, es ist jedoch anzunehmen, dass sich diese ähnlich wie jene der wasserführenden Wasserleitung auf Oberburg befand. Darauf könnten archäologische Befunde aus dem Jahr 1937 deuten.
Der bauliche Zusammenhang zwischen dem südlichsten bekannten Punkt der toten Wasserleitung und der nachgewiesenen römischen Aquäduktbrücke von Vindonissa konnte bisher archäologisch ebenfalls (noch) nicht nachgewiesen werden.

### Bauweise

#### Transport-Abschnitt

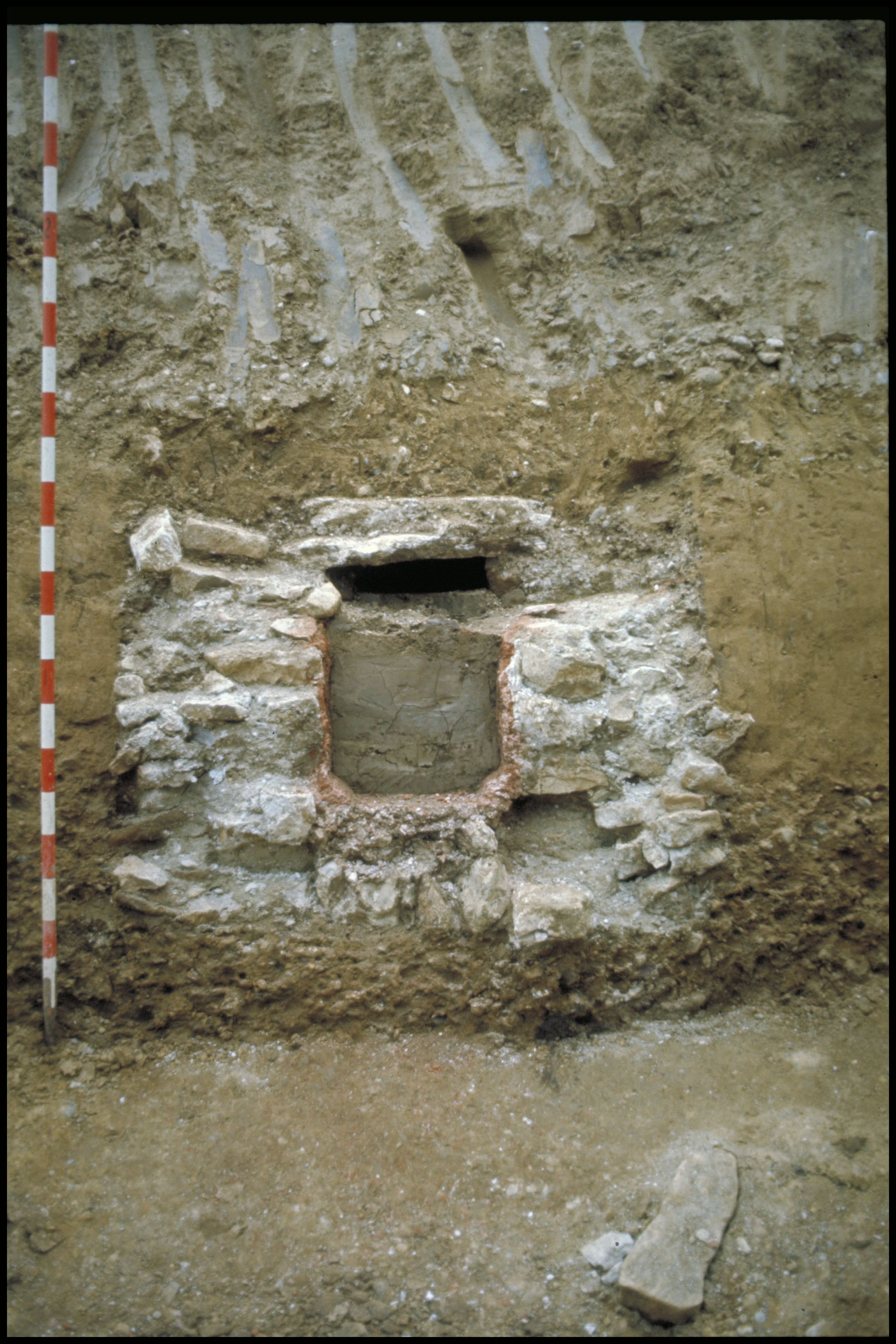
Zuleitung der toten Wasserleitung beim Schulhaus in Hausen; Deckplatten, Seitenwangen und Unterbau weitgehend erhalten, Kanalquerschnitt vollständig mit Schwemmlehm zugesetzt, Viertelrundstäbe erkennbar

Die tote römische Wasserleitung ist etwa gleich aufgebaut wie die wasserführende, weist jedoch auch charakteristische Merkmale auf. Sie ist modular nach römischen Fussmassen errichtet, mit einer Breite von ca. 5 römischen Fuss (= 1,5 m), einer Tiefe von ca. 4 römischen Fuss (= 1,2 m) und einer lichten Kanalweite von ca. 1,5 römischen Fuss (= 0,45 m). Die äusseren Kanalwangenbereiche stiessen unmittelbar an die Wände der römischen Baugrube, die in den anstehenden Hanglehm bzw. Moränenschotter eingetieft war.
Die Kanalwangen und die Kanalsohle waren mit Terrazzo-Mörtel verkleidet. Im Gegensatz zur wasserführenden Leitung dichteten Viertelrundstäbe die Nahtstelle zwischen Kanalwange und Kanalsohle ab und erhöhten so die Fliessgeschwindigkeit des Wassers. Für die vermörtelten Deckplatten wurden überwiegend plattige Kalkspate des Braunen Jura (Dogger) verwendet, vereinzelte Deckplatten und Kanalwangen bestanden jedoch aus grau-weissem Hauptmuschelkalk (Trias). Ganz vereinzelt wurden auch römische Dachziegelbruchstücke in den äusseren Kanalwangen verbaut.
Unmittelbar auf den vermörtelten Deckplatten lag eine Kies-Mörtel-Steinsplitt-Schicht und darüber wiederum eine fette Lehmschicht, die möglicherweise als Schutz des sauberen Leitungswassers vor unerwünschten Einsickerungen diente.

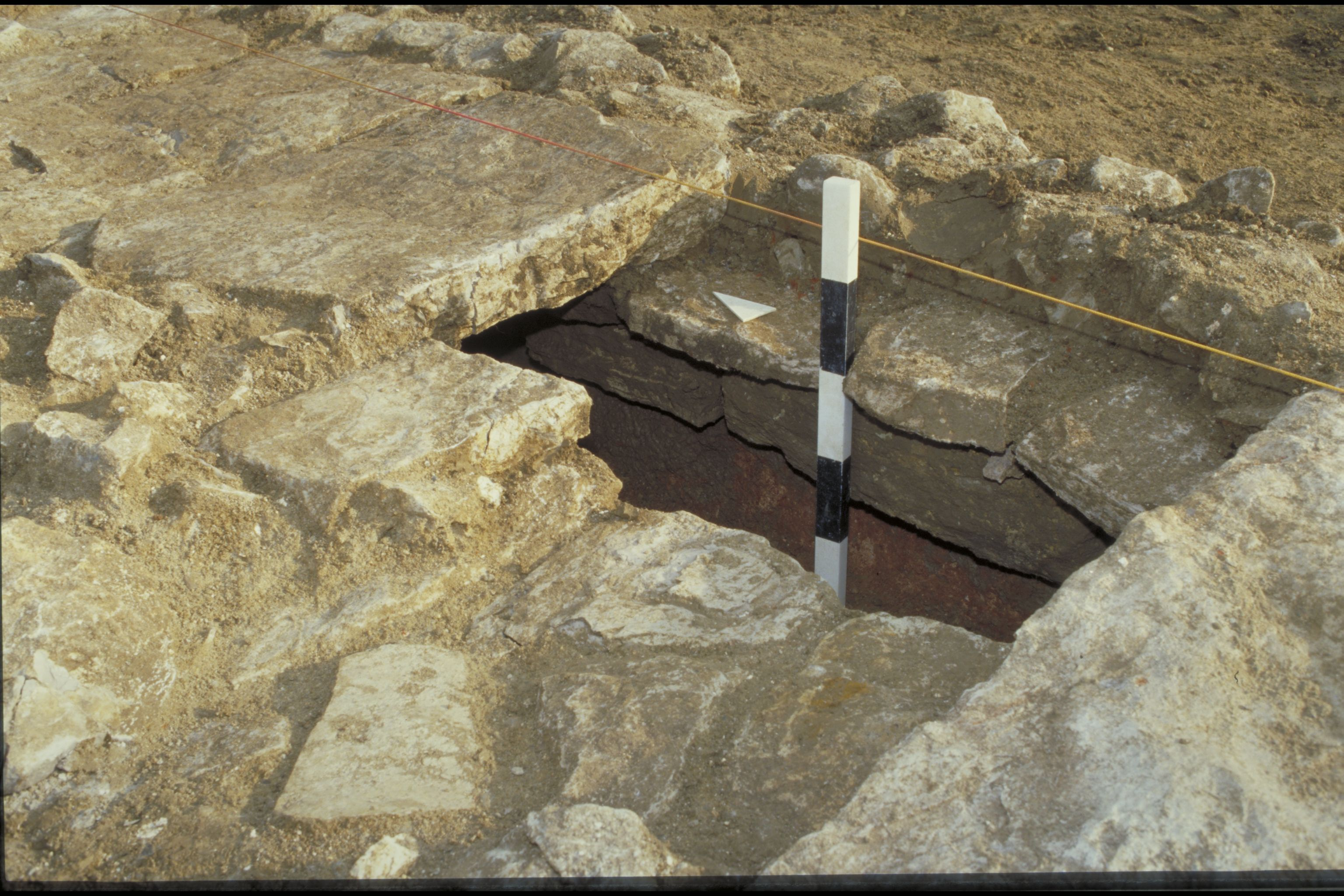
Kanalwange mit Terrazzoverputz, darüber nach innen vorkragende, flache Kalksteine («falsches» Gewölbe), Deckplatte, beidseitig vermörtelte «Steinpackung»
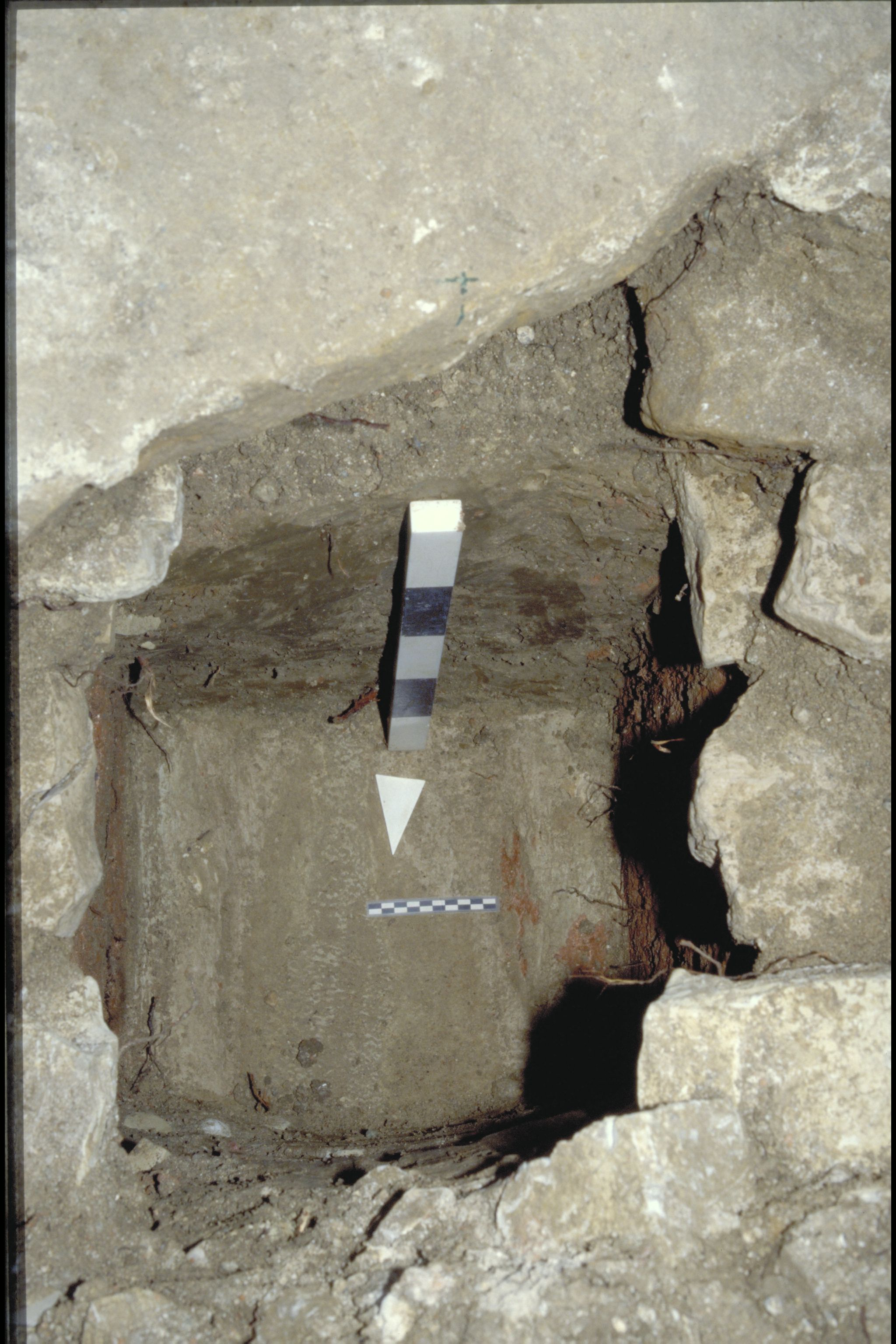
Schnitt durch die Verfüllung des Kanals, Süd-Profil; Kanalsohle mit Viertelrundstab und Versinterung sind erkennbar
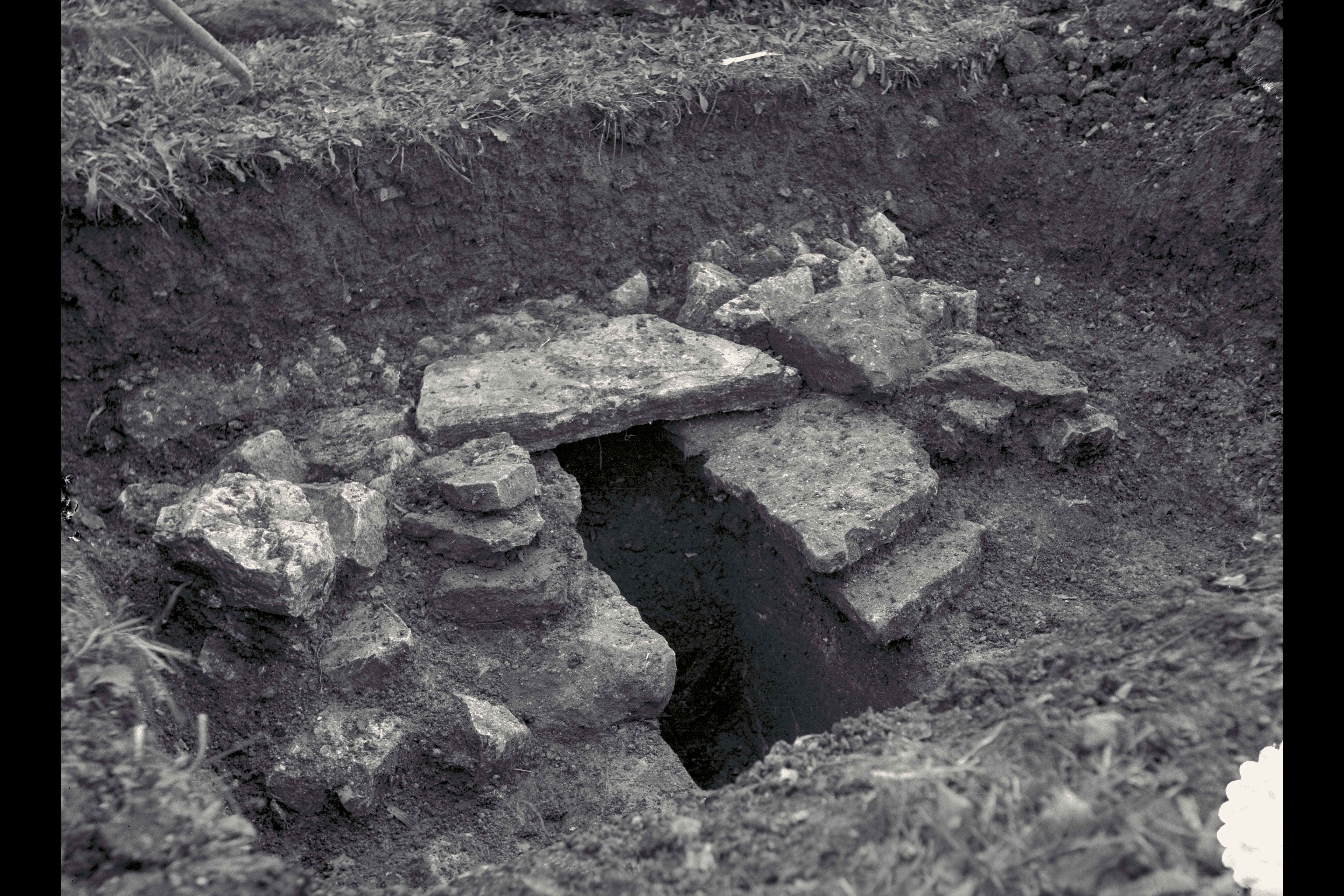
Schrägansicht auf einen Schnitt, die intakten Deckplatten liegen hier nur ca. 0,5 m unter der damaligen Oberfläche, der Leitungsquerschnitt ist verschlammt.

#### Kontrollschächte

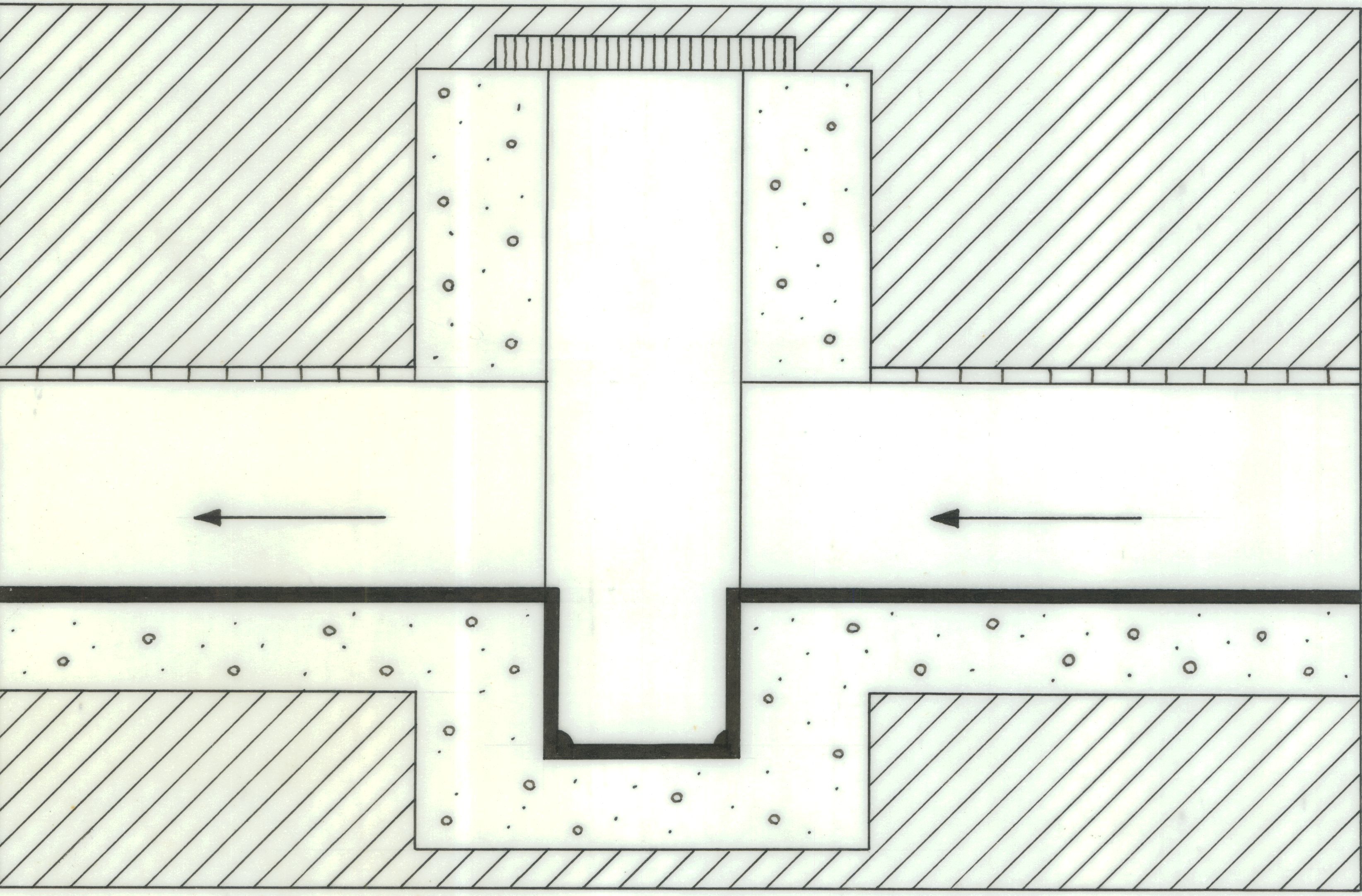
Profilzeichnung eines Einstiegsschachts

Im Jahr 1926 wurde nordöstlich der Ortsmitte von Hausen (Rüchligstrasse 3) ein Kontrollschacht mit einem ca. 60 cm unter die Kanalsohle reichenden Absetzbecken freigelegt, der als «Sammler A» bezeichnet wird. Nur 50 m nördlich davon (beim Kindergarten Hausen) wurde bei Ausgrabungen 1997 ein weiterer Kontrollschacht mit Absetzbecken entdeckt. Möglicherweise liegt diese dichte Abfolge von Absetzbecken mit der östlichen Zuleitung aus der Richtung «Eebrunnen» zusammen.

#### Mögliche Brunnenstube
Auf der Oberburg von Windisch fand man 1937 unmittelbar neben der toten römischen Wasserleitung ein quadratisches Wasserbauwerk (als «Schacht 2» bezeichnet), bei dem es sich um ein Klärbecken oder eine Brunnenstube handeln könnte. Es misst aussen etwa 4 m × 4 m und innen etwa 1,6 m × 1,6 m. Die breite Wandung besteht aus zwei Mauern und einer dazwischen liegenden Lehmpackung. Der Kammerboden besteht ebenfalls aus gestampftem Lehm. Ein 20 cm breiter Kanal befindet sich auf der Südwestseite unmittelbar über dem Boden und biegt anschliessend nach Westen ab. Er hatte möglicherweise die Aufgabe, überschüssiges Wasser und abgelagerten Schlamm abzuleiten. Als eigentliche Nutzleitung diente eine Röhrenleitung, die 80 cm über dem Boden ansetzt und aus ineinander geschobenen, 60 cm langen und 10 cm breiten, in roten Mörtel eingepackten Tonröhren besteht. Diese führte in gerader Linie nach Nord-Westen, Richtung Westtor des Legionslagers. Speisung und Zufluss der Brunnenstube sind allerdings nicht geklärt, und möglicherweise wurden weiterführende Befunde bereits durch Bautätigkeiten zerstört.

### Leistungsfähigkeit
Durch das Einhalten einer minimalen Durchflussgeschwindigkeit konnten eingeschwemmter Schmutz, Schlamm, Sand und Kiesel verfrachtet werden – im besten Fall bis zum nächsten Reinigungsschacht mit Absetzbecken, bei welchem der angefallene Schmutz periodisch ausgeschöpft werden konnte. Dieser notwendige Reinigungseffekt musste auch bei geringer Wassermenge gewährleistet sein, d. h. auch bei geringer Wassermenge musste die Fliessgeschwindigkeit hoch gehalten werden, damit der notwendige Reinigungseffekt erzielt wurde. Durch den Einbau der Viertelrundstableisten wurde der Querschnitt im untersten Kanalbereich verengt und dadurch die Fliessgeschwindigkeit und Transportfähigkeit für Schmutzpartikel verbessert.
Rolf Widmer berechnete, dass bereits bei einem Wasserpegel von rund 2,5 cm Höhe die Fliessgeschwindigkeit der toten römischen Wasserleitung bei 0,42 m/s lag, was einem Wasserbedarf von 150 bis 200 Kubikmeter pro Tag entspricht. Selbst bei einer Leistung von etwa 100 Litern pro Sekunde (bzw. 6000 Litern pro Minute) wäre sie nur bis zur Hälfte gefüllt gewesen. Demnach war die Leitung selbst für eine grosszügige Wasserversorgung deutlich überdimensioniert. Widmer sieht den Grund für die vorliegende Grösse in der Vorsorge für den Unterhalt: Ein Kanal dieser Dimension konnte für Kontrollen und Reparaturen von einem kleingewachsenen Menschen direkt begangen werden.

### Datierung des Baus und der Zerstörung
Zuletzt (2017) datierte Trumm die tote römische Wasserleitung archäologisch ins 1. Jh. n. Chr. Allerdings konnte auch dieses Bauwerk bislang nicht genauer datiert werden, da ebenso klare stratigrafische Zuordnungen und datierbare Funde aus dem Bauwerk selbst fehlen.
Der Kanal ist seit Jahrhunderten verfüllt mit einer Lehm-Silt-Schicht und stellenweise mit abgebrochenem Terrazzo-Mörtel und Deckplattenteilen. Ob es sich dabei um das Ergebnis einer allmählichen Zusetzung durch Schwebstoffe oder um das Schadensbild eines plötzlichen Wasser- oder Schlammeinbruchs handelt, ist noch unklar. 2024 fanden sich in der lehmigen Verfüllung eines ehemaligen Absetzbeckens ganz im Süden der toten römischen Wasserleitung einige Tierknochen und Holzkohlepartikel. Ihre Radiokarbondaten verweisen auf eine Zusetzung und damit wohl auch auf eine endgültige Aufgabe des römischen Wasserbauwerks im Frühmittelalter.

## Die Aquaeduktbrücke von Vindonissa

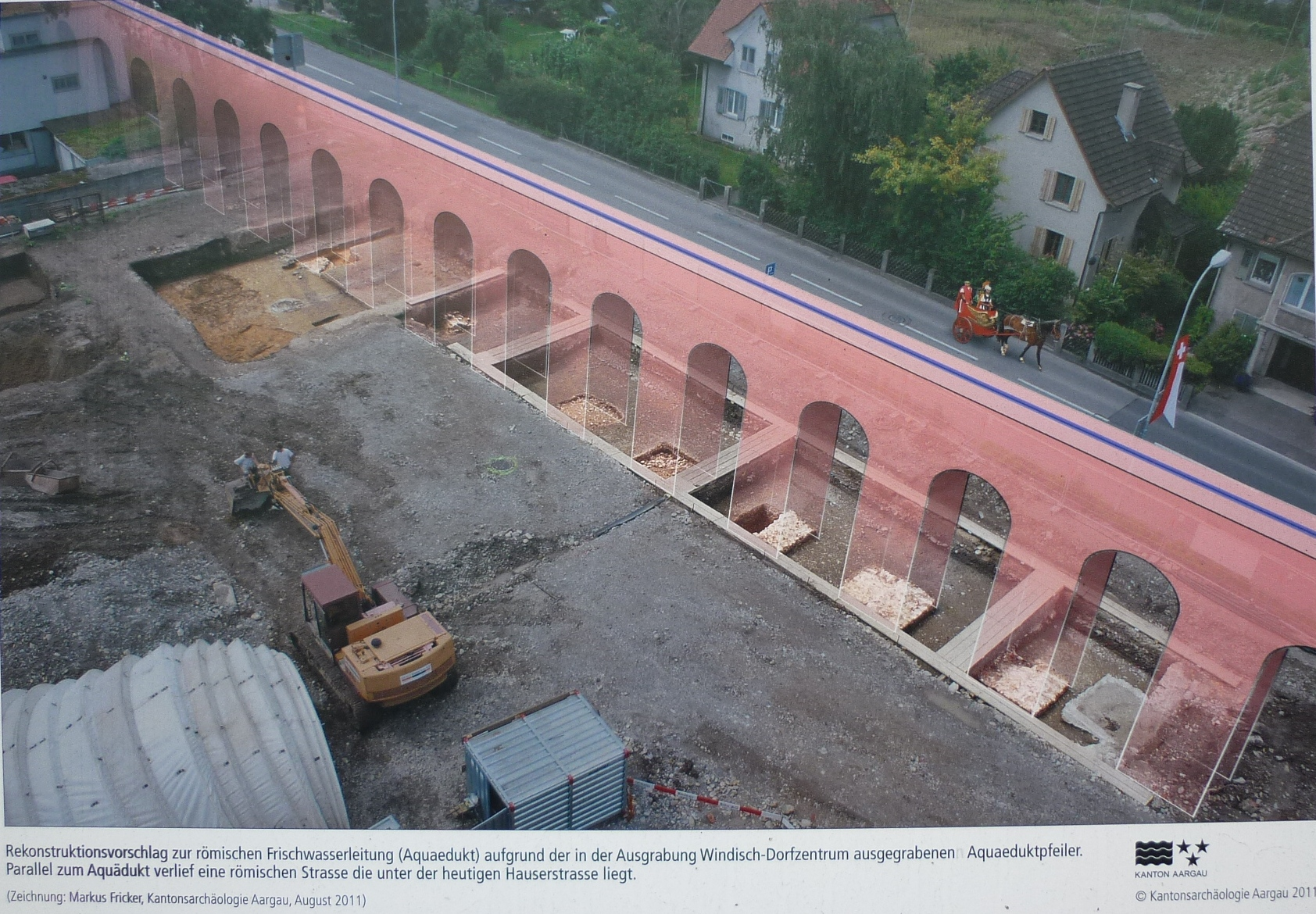
Ausgrabungen von Pfeilerfundamenten der Aquaeduktbrücke von Vindonissa durch die Kantonsarchäologie Aargau in Windisch-Dorfzentrum mit Rekonstruktionsvorschlag

### Verlauf und Gefälle
Vermutlich bauten Angehörige des römischen Militärs in Vindonissa eine Aquaeduktbrücke, um die Höhendifferenz der toten römischen Wasserleitung zwischen der Flur Oberburg und dem Wasserturm in der Südwestecke des Legionslagers möglichst gering zu halten. Durch das abfallende Gelände der nordwestlichen Flanke der Oberburg dürfte die bis zu dieser Stelle unterirdisch geführte Wasserleitung von dort aus oberirdisch als Brücke weitergeführt worden sein. Zum anschliessenden, etwa 148 m langen Teilstück in nordwestlicher Richtung sind allerdings keine Befunde bekannt. Vermutlich führte die Leitung jedoch direkt auf das südlichste bekannte Pfeilerfundament im heutigen Dorfzentrum von Windisch (Dohlenzelgstrasse). Insgesamt dürfte die tote Wasserleitung auf rund 360 m als obertägige Aquaeduktbrücke geführt worden sein.
Die Pfeilerfundamente, die 1996 bei der heutigen Dohlenzelgstrasse ausgegraben wurden, beschreiben eine Kurve in Richtung Norden. Daran schliessen sich sechs Fundamente an, die 1963 freigelegt wurden. Etwa 48 m nördlich des nördlichsten in Windisch-Dorfzentrum 2011–2012 freigelegten Pfeilerfundaments liegt ein Gebäudegrundriss, den Flück als Wasserturm (castellum) interpretiert. Es gibt auch keine Hinweise darauf, dass die Wasserleitung von dort weiter nach Norden geführt hätte.
Die Höhe der Kanalsohle lag im Bereich der Oberburg auf rund 371,20 m. ü. M. Die Terrainhöhe des Wasserturms beträgt rund 360,20 m und die Einlaufhöhe im Wasserturm wird auf rund 9,5 m geschätzt. Somit ergibt sich ein Höhenunterschied zwischen der Kanalsohle an der Austrittsstelle und der Einlaufhöhe im Wasserturm von rund 1,5 m und ein Gefälle von rund 4 Promille.

### Bauweise und Rekonstruktion

#### Pfeilerfundamente

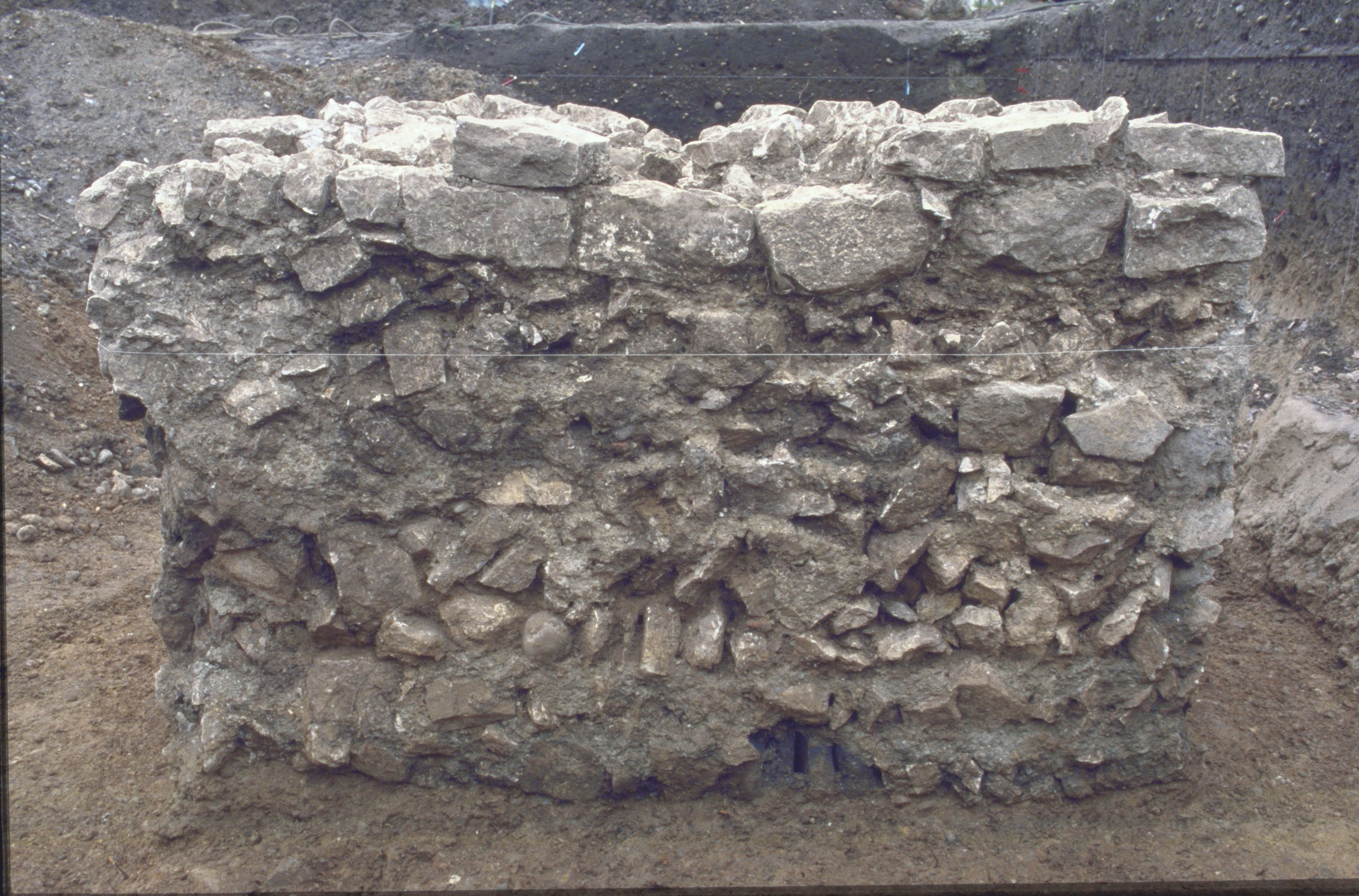
Pfeilerfundament der Aquaeduktbrücke; in den obersten Lagen folgen auf grob zugehauene Muschelkalkquader plattige Kalksteine, die vermutlich den Fundamentabsatz markieren

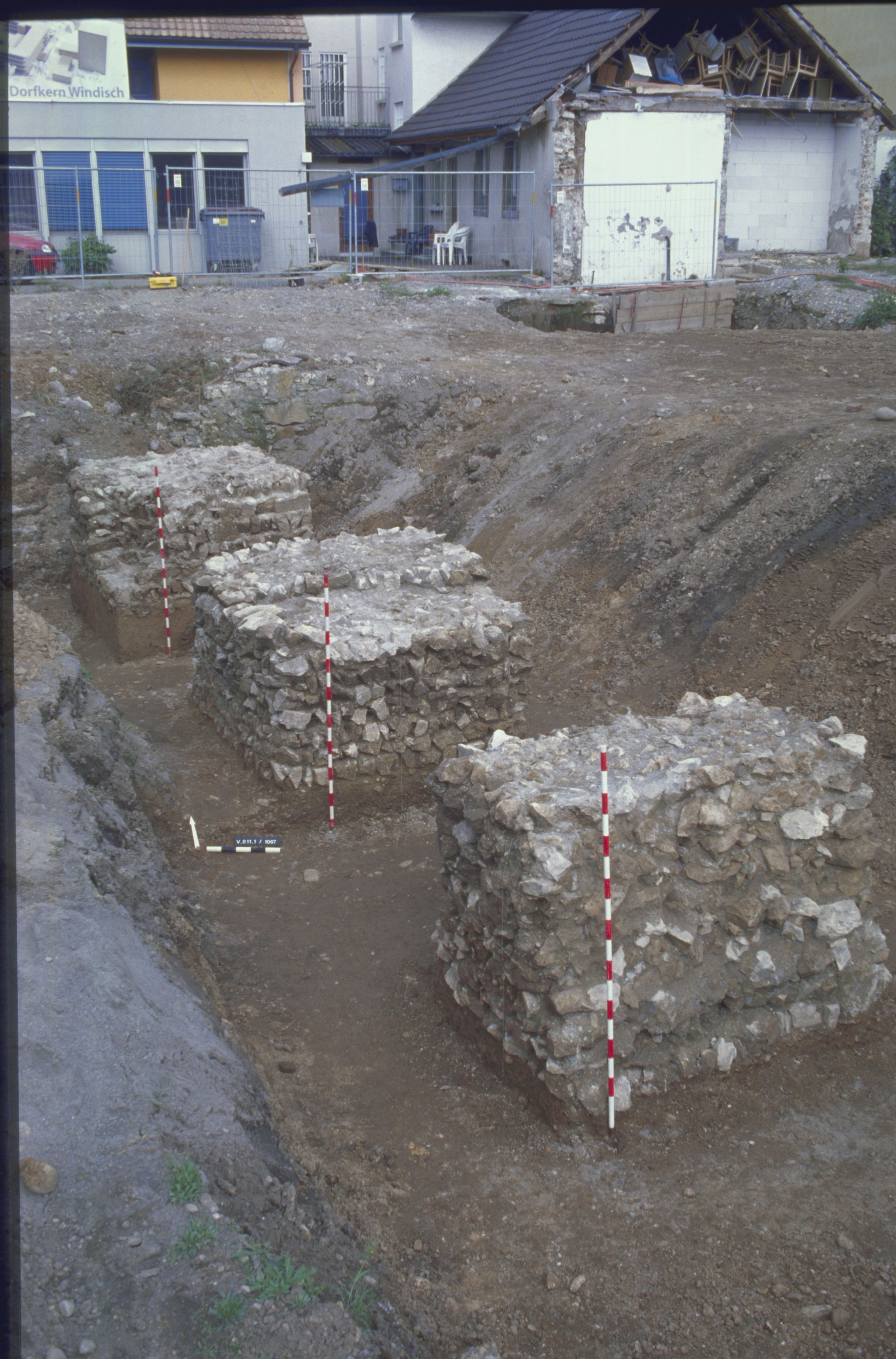
Pfeilerfundamente der Aquaeduktbrücke

Die Pfeilerfundemante messen durchschnittlich 2,1 m × 2,1 m und bestehen aus lagerweise eingebrachten, ca. 0,25 m langen Kalkbruchsteinen, die direkt gegen die senkrechte Baugrubenwand gesetzt wurden. Die Mehrheit der Steine ist vertikal geschichtet, was vermutlich einen Drainage-Effekt zur Folge hatte. Die unterste Steinlage ist direkt auf den anstehenden Boden gesetzt, die nachfolgenden Steinlagen liegen jeweils auf einer 2–10 cm dicken eingegossenen Mörtelschicht. An den bis zu 1,6 m hoch erhaltenen Fundamenten lassen sich bis zu zehn Steinlagen erkennen.
Bei zwei Pfeilern ist aufgrund der besseren Erhaltung auf der obersten Lage des Bruchsteinfundaments eine Veränderung erkennbar: Nach einer Lage aus grob zugehauenen Muschelkalkquadern folgen plattige Kalksteine. Dies lässt vermuten, dass die Pfeiler mit einem Fundamentabsatz oder einer Fase ausgestattet waren, d. h. einem Rücksprung am Übergang zum aufgehenden Mauerwerk.
Bei den nachgewiesenen Pfeilerfundamenten konnten zwei unterschiedliche Abstandsmodule dokumentiert werden: Die 1996 in Windisch-Dohlenzelgstrasse freigelegten Pfeilerfundamente stehen in Abständen von rund 1,5 – 2,5 m und beschreiben eine Kurve in Richtung Norden. Ähnlich ist bei den Fundamenten, die 2011–2012 in der Nähe der Hauserstrasse ausgegraben wurden, jeweils eine Pfeilerbreite von 2,1–2,5 m ausgespart. Dazwischen erweitern sich die Abstände auf 6–7 m. Die dichtere Pfeilerstellung im Bereich der Kurve dürfte statische Ursachen haben. Warum beim geraden Verlauf im Bereich der Grabung 2011–2012 eine dichtere Stellung gewählt wurde, ist unklar. Flück vermutet, dass unmittelbar vor dem Spitzgraben des Legionslagers eine rund 8–9 m breite Strasse unter der Aquaeduktbrücke hindurch verlief. Entsprechend musste eine deutlich weitere Bogenkonstruktion über die Strasse durch eine engere Staffelung der darauffolgenden Pfeiler gegengestützt werden.

#### Rekonstruktion der Bogenkonstruktion
Die Bogenkonstruktion als obere Fortsetzung der Pfeiler wurde vermutlich als Rund- oder Halbkreisbogen ausgeführt. Bei den besonders weiten Bögen, wie beispielsweise bei der Strassenüberquerung, könnten auch Segmentbögen konstruiert worden sein, um die Brücke trotz des grösseren Pfeilerabstands flach zu halten und einen grösseren seitlichen Schub auszuüben, der durch die dichter gestaffelten Pfeiler im Anschluss abgefangen worden sein könnte.

#### Mutmasslicher Wasserturm
In der nördlichen Fortsetzung der Aquaeduktbrücke liegen drei mehr oder weniger quadratische, rund 4,2 m × 4,4 m grosse Mauerfundamente – unmittelbar südlich vor dem Spitzgrabensystems des Legionslagers aus der Zeit der 21. und 11. Legion. Ein weiterer 4,9 m × 10,5 m grosser Gebäudegrundriss wurde innerhalb der Mauern dokumentiert. Flück interpretiert dieses Gebäude als Wasserturm. Diese Deutung wird u. a. durch eine entsprechende Anlage gestützt, die für das Legionslager Mogontiacum (Mainz) nachgewiesen wurde. Eine solche Anlage sorgte dafür, dass das Wasser innerhalb des Legionslagers durch die unterirdischen Druckleitungen mit dem nötigen Druck verteilt werden konnte.

### Datierung des Baus und des Abbruchs
Die Pfeilerfundamente der Aquaeduktbrücke können chronologisch eingegrenzt werden durch Funde in den archäologischen Schichten, welche von den Fundamentplatten durchschlagen werden. Diese liefern für deren Erbauung einen Terminus post quem kurz vor der Mitte des 1. Jh. n. Chr., d. h. der Bau datiert vermutlich in die Zeit unmittelbar vor der Mitte des 1. Jh. n. Chr. Funde in den Raubgruben der Pfeiler liefern Datierungshinweise zum Abbruch der Brücke: Diese scheinen noch in das 1. Jh. n. Chr. zu datieren, was vermuten lässt, «dass die Aufgabe und der anschliessende Abbau der Fundamente noch im späten 1. oder dann aber im frühen 2. Jh. geschah».
Nach Flück konnte die Aquaeduktbrücke vor der Mitte des 1. Jh. nur durch Angehörige des römischen Militärs gebaut worden sein, wobei er Angehörige der 21. Legion vermutet. Allerdings existieren für Vindonissa keine epigraphischen Belege wie Bauinschriften mit der Nennung der am Bau beteiligten Einheit.

### Berichte der Kantonsarchäologie Aargau
In unregelmässigen Abständen erscheint der aktuelle Stand der Erforschung von Vindonissa, zuletzt:
- Jürgen Trumm: Vindonissa – Stand der Erforschung I. Vorgeschichte, keltische Zeit und der militärische Komplex. In: Jahresbericht Gesellschaft Pro Vindonissa. 2010, S. 37–54 (Online).
- Jürgen Trumm: Vindonissa – Stand der Erforschung II. Der zivile Komplex. In: Jahresbericht Gesellschaft Pro Vindonissa. 2011, S. 3–22 (Online).

Aktuelle Berichte zu Ausgrabungen in Vindonissa – jeweils mit separatem Abschnitt zu den Wasserleitungen – werden im Jahresbericht der Gesellschaft Pro Vindonissa veröffentlicht, zuletzt:
- Jürgen Trumm: Ausgrabungen in Vindonissa im Jahr 2023. In: Jahresbericht Gesellschaft Pro Vindonissa. 2023, S. 31–53.[93]
- Jürgen Trumm: Ausgrabungen in Vindonissa im Jahr 2022. In: Jahresbericht Gesellschaft Pro Vindonissa. 2022, S. 63–80.[94]
- Jürgen Trumm: Ausgrabungen in Vindonissa im Jahr 2021. In: Jahresbericht Gesellschaft Pro Vindonissa. 2021, S. 67–87.[95]
- Jürgen Trumm: Ausgrabungen in Vindonissa im Jahr 2020. In: Jahresbericht Gesellschaft Pro Vindonissa. 2020, S. 61–86.[96]
- Jürgen Trumm: Ausgrabungen in Vindonissa im Jahr 2019. In: Jahresbericht Gesellschaft Pro Vindonissa. 2019, S. 89–112.[97]
- Jürgen Trumm: Ausgrabungen in Vindonissa im Jahr 2018. In: Jahresbericht Gesellschaft Pro Vindonissa. 2018, S. 95–118 (Online).
- Jürgen Trumm: Ausgrabungen in Vindonissa im Jahr 2017. In: Jahresbericht Gesellschaft Pro Vindonissa. 2017, S. 59–78. (Online).
- Jürgen Trumm: Ausgrabungen in Vindonissa im Jahr 2016. In: Jahresbericht Gesellschaft Pro Vindonissa. 2016, S. 105–123 (Online).
- Jürgen Trumm: Ausgrabungen in Vindonissa im Jahr 2015. In: Jahresbericht Gesellschaft Pro Vindonissa. 2015, S. 89–107 (Online).
- Jürgen Trumm: Ausgrabungen in Vindonissa im Jahr 2014. In: Jahresbericht Gesellschaft Pro Vindonissa. 2014, S. 69–85 (Online).
- Jürgen Trumm: Ausgrabungen in Vindonissa im Jahr 2013. In: Jahresbericht Gesellschaft Pro Vindonissa. 2013, S. 93–108 (Online).
- Jürgen Trumm: Ausgrabungen in Vindonissa im Jahr 2012. In: Jahresbericht Gesellschaft Pro Vindonissa. 2012, S. 81–93 (Online).
- Jürgen Trumm: Ausgrabungen in Vindonissa im Jahr 2011. In: Jahresbericht Gesellschaft Pro Vindonissa. 2011, S. 81–101 (Online).

Neuste Forschungsresultate zu den Wasserleitungen finden sich auch in den jährlichen Fundberichten im Jahrbuch Archäologie Schweiz (bis 2005 Jahrbuch der Schweizerischen Gesellschaft für Ur- und Frühgeschichte). Sämtliche Fundmeldungen der letzten 35 Jahre können seit 2025 online recherchiert werden.

### Wasserversorgung von Vindonissa / Windisch
- Jürgen Trumm: Geschützt und gefährdet: die alten Wasserleitungen von Vindonissa und Königsfelden. In: Kulturgesellschaft des Bezirks Brugg (Hrsg.): Brugger Neujahrsblätter. Band 133, 2023, S. 50–55, doi:10.5169/seals-1051646.
- Matthias Flück: «…es blieb somit nur noch der Vermutung Raum, der Sockel habe ein grosses Standbild getragen» – Vorbericht zur Ausgrabung Windisch-Dorfzentrum 2011–2012 (V.011.1). In: Jahresbericht Gesellschaft Pro Vindonissa. 2012, S. 57–80 (Online) Insb, S. 69–74 zur Aquäduktbrücke von Vindonissa.
- Anna Laschinger, Peter-Andrew Schwarz (Hrsg.): Vindonissa Quellfrisch. Von der Quelle bis zur Kloake. Wasserversorgung in römischer Zeit. Eine Sonderausstellung von Studierenden der Universität Basel. Brugg, Vindonissa-Museum, 2011 (Online).
- Franz B. Maier-Osterwalder: Die sogenannte ‹ältere› oder ‹frühere› römische Wasserleitung zum römischen Legionslager Vindonissa. In: Gesellschaft Pro Vindonissa. Jahresbericht 1990. Brugg, Vindonissa-Museum, 1991, S. 43–47 (Online) Zum Kenntnisstand der toten römischen Wasserleitung bis 1990.
- Franz B. Maier-Osterwalder: Die wasserführende römische Wasserleitung von Hausen nach Vindonissa. In: Archäologie der Schweiz. Jg. 17, 1994, Nr. 4, S. 140–152 (Online) Zum Kenntnisstand der wasserführenden römischen Wasserleitung bis 1994.
- Rolf Widmer: Die sogenannte ‹ältere› römische Wasserleitung in Hausen. In: Gesellschaft Pro Vindonissa. Jahresbericht 1990. Brugg, Vindonissa-Museum, 1991, S. 47–52 (Online).

### Vindonissa allgemein
- Martin Hartmann: Vindonissa. Oppidum – Legionslager – Castrum. Windisch, 1986, insb. S. 89–92.
- Martin Hartmann: Das römische Legionslager von Vindonissa. (= Archäologische Führer der Schweiz, 18) Gesellschaft Pro Vindonissa und Schweizerische Gesellschaft für Ur- und Frühgeschichte, 1983, aktualisiert von René Hänggi und Thomas Pauli-Gabi, 2003.
- Martin Hartmann, Hans Weber: Die Römer im Aargau. Aarau, Frankfurt am Main, Salzburg, 1985, insb. S. 172, 212.
- Jakob Heierli: Die archäologische Karte des Kantons Aargau nebst allgemeinen Erläuterungen und Fundregister. In: Argovia. Jahresschrift der historischen Gesellschaft. Band 27, 1898, Kapitel B: Fundregister: Windisch (Vindonissa). S. 86–95, insb. S. 90, Nr. 9 (Online).
- Jakob Heierli: Vindonissa. I. Quellen und Literatur. In: Argovia. Jahresschrift der historischen Gesellschaft. Band 31, 1905, Kapitel B: Die ältesten Funde und Fundberichte. S. 5–20 (Online).
- Rudolf Laur-Belart: Vindonissa. Lager und Vicus. (= Römisch-Germanische Forschungen. Band 10). Berlin, Leipzig, 1935, insb. S. 91–96 (Online).
- Jürgen Trumm, Matthias Flück, Peter-Andrew Schwarz: Vindonissa in 40 Blickpunkten – Ein Geländeführer (Brugg 2022).

### Wasserversorgung im Römischen Reich
- Frontinus-Gesellschaft e. V. (Hrsg.): Die Wasserversorgung im antiken Rom. Sextus Iulius Frontinus, sein Werk in Lateinisch und Deutsch und begleitende Fachaufsätze. (= Frontinus-Buchreihe «Geschichte der Wasserversorgung». Band 1). München, völlig neu bearbeitete Ausgabe 2013.
- Frontinus-Gesellschaft e. V. (Hrsg.): Die Wasserversorgung antiker Städte. Pergamon – Recht/Verwaltung – Brunnen/Nymphäen – Bauelemente. (= Frontinus-Buchreihe «Geschichte der Wasserversorgung». Band 2). Mainz, 1987/1991.
- Frontinus-Gesellschaft e. V. (Hrsg.): Die Wasserversorgung antiker Städte. Mensch und Wasser – Mitteleuropa – Thermen – Bau/Materialien – Hygiene. (= Frontinus-Buchreihe «Geschichte der Wasserversorgung». Band 3). Mainz, 1988/1994, insb. S. 53–55.
- A. Trevor Hodge: Roman Aqueducts & Water Supply. London, 1991, Reprinted 1995.

### Medienberichte
- Michael Hunziker: Römische/mittelalterliche Wasserleitung: Technisches Meisterwerk erhält permanenten Zugang. In: Aargauer Zeitung. Online-Ausgabe vom 9. Februar 2019 (Online).
- Schweizer Radio und Fernsehen: Denkmalschutz für römische Wasserleitung im Aargau. In: Regionaljournal Aargau und Solothurn. Online-Beitrag vom 31. März 2015 (Online).
- Edgar Zimmermann: Roboter reinigt römische Wasserleitung zwischen Hausen und Windisch. In: Aargauer Zeitung. Online-Ausgabe vom 10. April 2012 (Online).